# Dänemark beim Eurovision Song Contest
Teilnehmende Rundfunkanstalt

Erste Teilnahme
1957
Anzahl der Teilnahmen
53 (Stand 2025)
Höchste Platzierung
1 (1963, 2000, 2013)
Höchste Punktzahl
281 (2013)
Niedrigste Punktzahl
2 (1962)
Punkteschnitt (seit erstem Beitrag)
63,33 (Stand 2021)
Punkteschnitt pro abstimmendem Land im 12-Punkte-System
2,44 (Stand 2021)
Dieser Artikel beschäftigt sich mit der Geschichte Dänemarks als Teilnehmer am Eurovision Song Contest.

## Regelmäßigkeit der Teilnahme und Erfolge im Wettbewerb

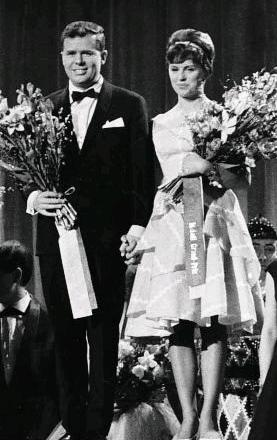
Grethe & Jørgen Ingmann 1963 waren Dänemarks erste Sieger

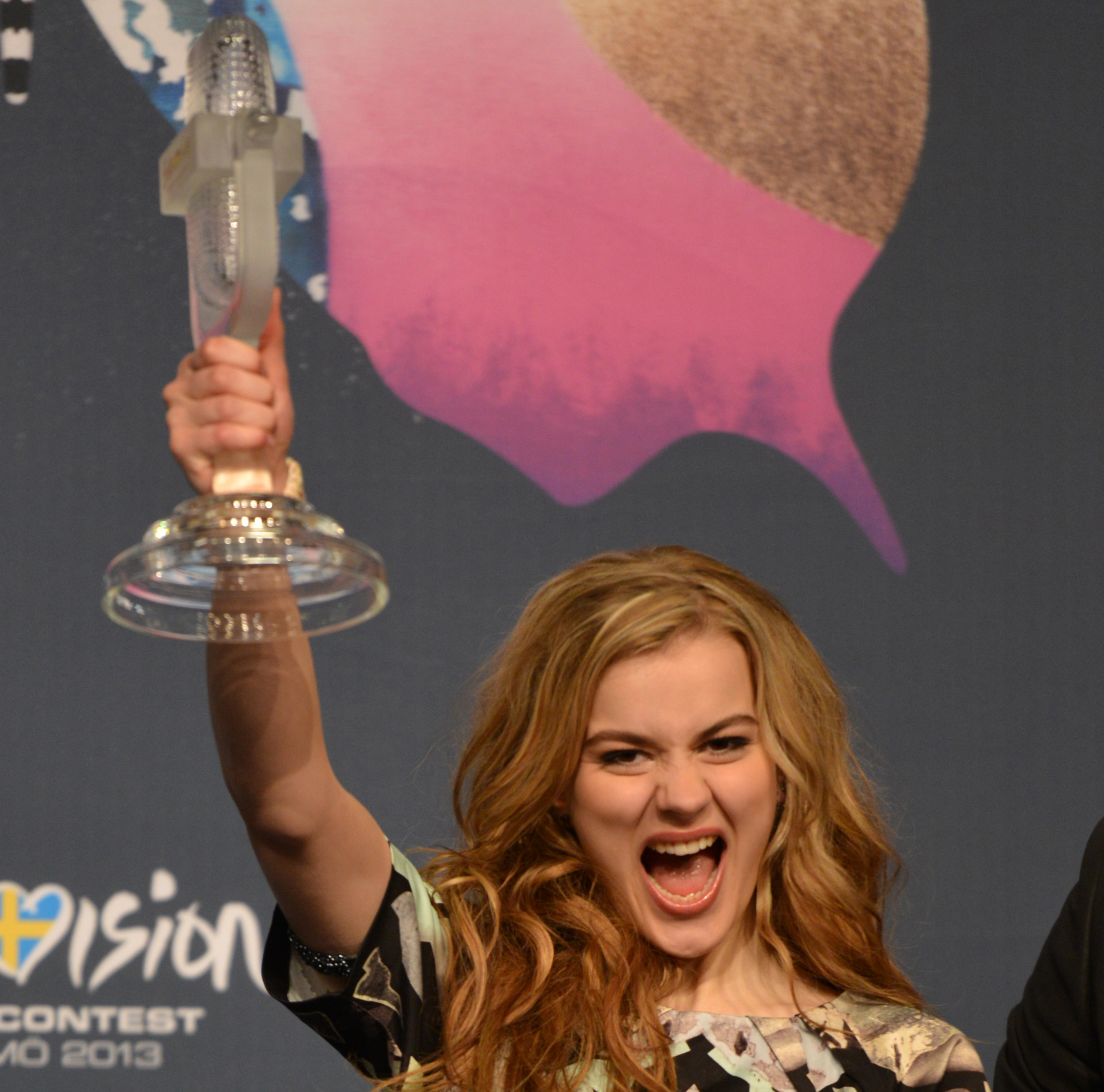
Emmelie de Forest gewann den ESC 2013 für Dänemark

Dänemark nahm erstmals 1957 teil und somit bereits an der zweiten Ausgabe Eurovision Song Contest. Eigentlich wollte Dänemark schon an der ersten Ausgabe 1956 teilnehmen, verpasste aber den Anmeldeschluss. Das Debüt 1957 war aber trotzdem ein voller Erfolg. Dänemark holte Platz 3 bei zehn Teilnehmern. 1958 folgte mit Platz 8 dann ein eher schlechtes Ergebnis, da zu dem Zeitpunkt nur zehn Länder teilnahmen. 1959 und 1961 wurde dann jeweils mit Platz 5 ein gutes Ergebnis erreicht, während das Land 1960 und 1962 nur Platz 10 erreichte. 1963 konnte dann das Paar Grethe & Jørgen Ingmann mit ihrem Lied Dansevise den gesamten Wettbewerb gewinnen und somit Dänemarks ersten Sieg holen. Nach diesem Erfolg konnte das Land auch 1964 und 1965 mit Platz 9 und Platz 7 je eine Platzierung unter den besten Zehn erreichen. 1966 holte Dänemark allerdings nur Platz 14 von 18, was ein eher schlechteres Ergebnis darstellt. 1967 verzichtete Dänemark dann freiwillig auf seine Teilnahme und setzte zum ersten Mal im Wettbewerb aus.
Bis 1977 nahm Dänemark dann freiwillig nicht teil, ehe das Land 1978 zurückkehrte. Aber auch hier wurde mit Platz 16 von 20 ein eher schlechtes Ergebnis eingefahren. Erst 1979 konnte Tommy Seebach mit Platz 6 wieder einen Platz unter den besten Zehn erreichen. Ab 1980 war Dänemark dann wenig erfolgreich im Wettbewerb. 1980 und 1981 wurden mit Platz 11 und 14 nur durchschnittliche Ergebnisse eingefahren, während Brixx im Jahr 1982 sogar nur Vorletzter wurden und damit Dänemarks bisher schlechtestes Ergebnis holten. Auch 1983 wurde mit Platz 17 nur ein durchschnittliches Ergebnis erreicht. Nach dieser wenig erfolgreichen Zeit, folgte ab 1984 dann eine erfolgreiche Zeit von Dänemark im Wettbewerb.
Das Duo Hot Eyes holte 1984 mit Platz 4 Dänemarks bestes Ergebnis seit dem Sieg 1963, sodass das Duo auch 1985 wieder teilnahm. Mit Platz 11 wurde dieses Mal aber nur ein durchschnittlicher Platz erreicht. 1986 und 1987 holte Dänemark mit Platz 6 und Platz 5 wieder eine Platzierung unter den besten Zehn. 1988 und 1989 holte das Land dann sogar zweimal nacheinander Platz 3 im Wettbewerb. Auch 1990 wurde mit Platz 8 wieder ein Platz unter den besten Zehn erreicht. Ab 1991 schwankten allerdings Dänemarks Platzierungen stark.
Nach den erfolgreichen Jahren folgte 1991 mit Platz 19 von 22 schließlich ein enttäuschendes Ergebnis. 1992 wurde mit Platz 12 dann wieder ein durchschnittliches Ergebnis geholt. 1993 kam mit Platz 22 von 25 dann ein ähnlich schlechtes Ergebnis wie 1991, so dass Dänemark 1994 beim Wettbewerb aussetzen musste. Die Rückkehr 1995 war aber dann sehr erfolgreich. Aud Wilken holte Platz 5 und die damit beste Platzierung seit sechs Jahren. 1996 scheiterte Dänemark dann in der internen Qualifikationsrunde der EBU, so dass das Land erneut auf eine Teilnahme verzichten musste. 1997 wurde mit Platz 16 dann nur wieder ein durchschnittlicher Platz geholt, so dass Dänemark 1998 erneut aussetzen musste. Von 1999 bis 2001 holte Dänemark allerdings sehr gute Ergebnisse.
1999 konnten Michael Teschl & Trine Jepsen Platz 8 holen und sich damit wieder unter den besten Zehn platzieren. Im Jahr 2000 folgte dann Dänemarks zweiter Sieg im Wettbewerb. Die Olsen Brothers holten mit ihrem Lied Fly On the Wings Of Love neben Platz 1 auch Dänemarks bis dahin höchste Punktzahl im Wettbewerb mit 195 Punkten. Im eigenen Land hätte Dänemark 2001 sogar fast erneut gewonnen. Am Ende holten Rollo & King mit Platz 2 allerdings eine weitere sehr gute Platzierung für Dänemark. 2002 kam dann die Enttäuschung. Malene Mortensen landete auf dem letzten Platz und holte damit Dänemarks schlechteste Platzierung im Wettbewerb. Damit verpasste das Land auch die Qualifikation für 2003 und musste deswegen erneut aussetzen. Auch die Rückkehr 2004 war wenig erfolgreich. Zur Einführung der Halbfinals konnte Dänemark sich mit Platz 13 von 22 nicht für das Finale qualifizieren und verpasste damit erneut das Finale. Erst 2005 wurde wieder eine Platzierung unter den besten Zehn geholt. Jakob Sveistrup holte mit Platz 10 im Finale das beste dänische Ergebnis seit 2001. Von 2006 bis 2009 war Dänemark dann weniger erfolgreich. Sidsel Ben Semmane holte mit Platz 18 nur einen durchschnittlichen Platz. 2007 schaffte das Land dann zum zweiten Mal nicht sich für das Finale zu qualifizieren. 2008 und 2009 wurden mit Platz 15 und 13 wieder nur durchschnittliche Plätze erreicht, trotz dass Simon Mathew 2008 im Halbfinale Platz 3 erreichte. Ab 2010 war Dänemark allerdings wieder sehr erfolgreich.
2010 konnte das Duo Chanée & Tomas N’Evergreen Platz 4 erreichen, während 2011 die Band A Friend in London Platz 5 erreichte und im Halbfinale sogar Zweiter wurden. Beide Ergebnisse waren die jeweils besten Ergebnisse seit 2001. 2012 holte Soluna Samay allerdings nur Platz 23 von 26. Das war aber nur ein kleiner Tiefpunkt, denn 2013 konnte Emmelie de Forest Dänemarks dritten Sieg einfahren. Mit 281 Punkten holte sie sogar Dänemarks bisherige Höchstpunktzahl im Wettbewerb. Neben dem Finale, gewann Dänemark ebenfalls das Halbfinale. Auch 2014 war Dänemark erfolgreich und holte mit Platz 9 erneut eine sehr gute Platzierung. Ab 2015 gab es allerdings einen Tiefpunkt in Dänemarks ESC-Geschichte seit 2010. 2015 konnte sich Dänemark zum ersten Mal seit 2007 nicht für ein Finale qualifizieren. Auch 2016 verpasste Dänemark das Finale und holte sogar nur den vorletzten Platz im Halbfinale. Damit war Dänemark zum ersten Mal seit 2003 und 2004 wieder zwei Jahre nicht im ESC-Finale vertreten. Erst 2017 erreichte Dänemark wieder das Finale, auch wenn es mit Platz 10 im Halbfinale denkbar knapp war. Aber mit Platz 20 im Finale gab es wieder nur eine enttäuschende Platzierung. 2018 schaffte es Rasmussen dann Dänemarks erste Platzierung unter den besten Zehn seit 2014 zu holen. Mit Platz 9 wurde das Ergebnis von 2014 sogar wiederholt. Auch 2019 konnte sich Dänemark auf der linken Tabellenseite platzieren und holte Platz 12. 2021 hingegen scheiterte Dänemark erstmals seit 2016 an der Finalqualifikation. Trotz eines achten Platzes im Televoting, belegte der Beitrag  Øve os på hinanden nur Platz 11 im Halbfinale. Auch 2022 und 2023 scheiterte man erneut an einer Finalteilnahme. Auch die Vertreterin Saba schaffte es 2024 nicht, Dänemark zurück ins Finale zu bringen. Es ist das erste Mal seit Einführung der Halbfinale, dass Dänemark mehr als vier Mal hintereinander nicht im Finale teilnahm. Nach der Durststrecke von Nichtqualifikationen erreichte das Land dann 2025 zum ersten Mal seit 2019 wieder das Finale. Dort belegte man mit einem 23. Platz allerdings eine schwache Platzierung.
Demnach landeten 24 der 53 Beiträge in der linken Tabellenhälfte. Zudem konnte Dänemark den Wettbewerb bereits dreimal gewinnen, einmal Platz 2 und dreimal Platz 3 erreichen und landete nur einmal auf dem letzten Platz. Jedoch schied Dänemark bereits 8 mal im Halbfinale aus. Somit gehört Dänemark, trotz der nur mäßigen Erfolge nach dem Sieg von 2013, zu den durchschnittlich erfolgreichen Teilnehmern beim ESC.

## Liste der Beiträge
Farblegende:
 – 1. Platz. 
 – 2. Platz. 
 – 3. Platz. 
– Punktgleichheit mit dem letzten Platz.
– ausgeschieden im Halbfinale/in der Qualifikation/im osteuropäischen Vorentscheid.
– keine Teilnahme/nicht qualifiziert.
– Absage des Eurovision Song Contests.
| Jahr          | Interpret                      | Lied Musik (M) und Text (T) | Sprache                                 | Übersetzung                            | Finale                                           | Finale                                           | Halbfinale/ Qualifikation                        | Halbfinale/ Qualifikation                        | Nationaler Vorentscheid      |
| Jahr          | Interpret                      | Lied Musik (M) und Text (T) | Sprache                                 | Übersetzung                            | Platz                                            | Punkte                                           | Platz                                            | Punkte                                           | Nationaler Vorentscheid      |
| ------------- | ------------------------------ | --- | --------------------------------------- | -------------------------------------- | ------------------------------------------------ | ------------------------------------------------ | ------------------------------------------------ | ------------------------------------------------ | ---------------------------- |
| 1957          | Birthe Wilke & Gustav Winckler | Skibet skal sejle i nat M: Erik Fiehn; T: Poul Sørensen                                                                                   | Dänisch                                 | Das Schiff sticht heute Nacht in See   | 3 / 10                                           | 10                                               | Kein Halbfinale ausgetragen                      | Kein Halbfinale ausgetragen                      | Dansk Melodi Grand Prix 1957 |
| 1958          | Raquel Rastenni                | Jeg rev et blad ud af min dagbog M/T: Sven Ulrik, Harry Jensen                                                                            | Dänisch                                 | Ich riss ein Blatt aus meinem Tagebuch | 8 / 10                                           | 3                                                | Kein Halbfinale ausgetragen                      | Kein Halbfinale ausgetragen                      | Dansk Melodi Grand Prix 1958 |
| 1959          | Birthe Wilke                   | Uh, jeg ville ønske, jeg var dig M: Otto Lington; T: Carl Andersen                                                                        | Dänisch                                 | Oh, ich wünschte, ich wäre du          | 5 / 11                                           | 12                                               | Kein Halbfinale ausgetragen                      | Kein Halbfinale ausgetragen                      | Dansk Melodi Grand Prix 1959 |
| 1960          | Katy Bødtger                   | Det var en yndig tid M: Vilfred Kjær; T: Sven Buemann                                                                                     | Dänisch                                 | Es war eine schöne Zeit                | 10 / 13                                          | 4                                                | Kein Halbfinale ausgetragen                      | Kein Halbfinale ausgetragen                      | Dansk Melodi Grand Prix 1960 |
| 1961          | Dario Campeotto                | Angelique M/T: Aksel V. Rasmussen | Dänisch                                 | Angelique                              | 5 / 16                                           | 12                                               | Kein Halbfinale ausgetragen                      | Kein Halbfinale ausgetragen                      | Dansk Melodi Grand Prix 1961 |
| 1962          | Ellen Winther                  | Vuggevise M: Kjeld Bonfils; T: Sejr Volmer-Sørensen                                                                                       | Dänisch                                 | Wiegenlied                             | 10 / 16                                          | 2                                                | Kein Halbfinale ausgetragen                      | Kein Halbfinale ausgetragen                      | Dansk Melodi Grand Prix 1962 |
| 1963          | Grethe & Jørgen Ingmann        | Dansevise M: Otto Francker; T: Sejr Volmer-Sørensen                                                                                       | Dänisch                                 | Tanzlied                               | 1 / 16                                           | 42                                               | Kein Halbfinale ausgetragen                      | Kein Halbfinale ausgetragen                      | Dansk Melodi Grand Prix 1963 |
| 1964          | Bjørn Tidmand                  | Sangen om dig M: Aksel V. Rasmussen; T: Mogens Dam                                                                                        | Dänisch                                 | Das Lied über dich                     | 9 / 16                                           | 4                                                | Kein Halbfinale ausgetragen                      | Kein Halbfinale ausgetragen                      | Dansk Melodi Grand Prix 1964 |
| 1965          | Birgit Brüel                   | For din skyld M: Jørgen Jersild; T: Poul Henningsen                                                                                       | Dänisch                                 | Deinetwegen                            | 7 / 18                                           | 10                                               | Kein Halbfinale ausgetragen                      | Kein Halbfinale ausgetragen                      | interne Auswahl              |
| 1966          | Ulla Pia                       | Stop - mens legen er go M/T: Erik Kåre | Dänisch                                 | Hör auf, wenn’s am schönsten ist       | 14 / 18                                          | 4                                                | Kein Halbfinale ausgetragen                      | Kein Halbfinale ausgetragen                      | Dansk Melodi Grand Prix 1966 |
| 1967 bis 1977 | Auf Teilnahme verzichtet       | Auf Teilnahme verzichtet | Auf Teilnahme verzichtet                | Auf Teilnahme verzichtet               | Auf Teilnahme verzichtet                         | Auf Teilnahme verzichtet                         | Auf Teilnahme verzichtet                         | Auf Teilnahme verzichtet                         | Auf Teilnahme verzichtet     |
| 1978          | Mabel                          | Boom boom M/T: Peter Nielsen, Andy Kulmbak, Michael Trempenau, Christian Have                                                             | Dänisch                                 | Boom-boom                              | 16 / 20                                          | 13                                               | Kein Halbfinale ausgetragen                      | Kein Halbfinale ausgetragen                      | Dansk Melodi Grand Prix 1978 |
| 1979          | Tommy Seebach                  | Disco Tango M: Tommy Seebach; T: Keld Heick                                                                                               | Dänisch                                 | Disco-Tango                            | 6 / 19                                           | 76                                               | Kein Halbfinale ausgetragen                      | Kein Halbfinale ausgetragen                      | Dansk Melodi Grand Prix 1979 |
| 1980          | Bamses Venner                  | Tænker altid på dig M: Bjarne Gren Jensen; T: Flemming Jørgensen                                                                          | Dänisch                                 | Ich denke immer an dich                | 14 / 19                                          | 25                                               | Kein Halbfinale ausgetragen                      | Kein Halbfinale ausgetragen                      | Dansk Melodi Grand Prix 1980 |
| 1981          | Debbie Cameron & Tommy Seebach | Krøller eller ej M: Tommy Seebach; T: Keld Heick                                                                                          | Dänisch                                 | Locken oder nicht                      | 11 / 20                                          | 41                                               | Kein Halbfinale ausgetragen                      | Kein Halbfinale ausgetragen                      | Dansk Melodi Grand Prix 1981 |
| 1982          | Brixx                          | Video, video M/T: Jens Brixtofte | Dänisch                                 | Video, Video                           | 17 / 18                                          | 5                                                | Kein Halbfinale ausgetragen                      | Kein Halbfinale ausgetragen                      | Dansk Melodi Grand Prix 1982 |
| 1983          | Gry                            | Kloden drejer M: Flemming Gernyx, Lars Christensen, Christian Jacobsen; T: C. Jacobsen, F. Gernyx, Billy Cross                            | Dänisch                                 | Der Erdball dreht sich                 | 17 / 20                                          | 16                                               | Kein Halbfinale ausgetragen                      | Kein Halbfinale ausgetragen                      | Dansk Melodi Grand Prix 1983 |
| 1984          | Hot Eyes                       | Det’ lige det M: Søren Bundgaard; T: Keld Heick                                                                                           | Dänisch                                 | Das ist es einfach                     | 4 / 19                                           | 101                                              | Kein Halbfinale ausgetragen                      | Kein Halbfinale ausgetragen                      | Dansk Melodi Grand Prix 1984 |
| 1985          | Hot Eyes                       | Sku’ du spørg’ fra no’en? M: Søren Bundgaard; T: Keld Heick                                                                               | Dänisch                                 | Was geht dich das an?                  | 11 / 19                                          | 41                                               | Kein Halbfinale ausgetragen                      | Kein Halbfinale ausgetragen                      | Dansk Melodi Grand Prix 1985 |
| 1986          | Trax                           | Du er fuld af løgn M/T: John Hatting | Dänisch                                 | Du bist so verlogen                    | 6 / 20                                           | 77                                               | Kein Halbfinale ausgetragen                      | Kein Halbfinale ausgetragen                      | Dansk Melodi Grand Prix 1986 |
| 1987          | Anne Cathrine Herdorf & Bandjo | En lille melodi M: Helge Engelbrecht; T: Jacob Jonia                                                                                      | Dänisch                                 | Eine kleine Melodie                    | 5 / 22                                           | 83                                               | Kein Halbfinale ausgetragen                      | Kein Halbfinale ausgetragen                      | Dansk Melodi Grand Prix 1987 |
| 1988          | Kirsten & Søren                | Ka’ du se hva’ jeg sa’? M: Søren Bundgaard; T: Keld Heick                                                                                 | Dänisch                                 | Habe ich es dir nicht gesagt?          | 3 / 21                                           | 92                                               | Kein Halbfinale ausgetragen                      | Kein Halbfinale ausgetragen                      | Dansk Melodi Grand Prix 1988 |
| 1989          | Birthe Kjær                    | Vi maler byen rød M: Søren Bundgaard; T: Keld Heick                                                                                       | Dänisch                                 | Wir malen die Stadt rot an             | 3 / 22                                           | 111                                              | Kein Halbfinale ausgetragen                      | Kein Halbfinale ausgetragen                      | Dansk Melodi Grand Prix 1989 |
| 1990          | Lonnie Devantier               | Hallo hallo M: John Hatting, Torben Lendager; T: Keld Heick                                                                               | Dänisch                                 | –                                      | 8 / 22                                           | 64                                               | Kein Halbfinale ausgetragen                      | Kein Halbfinale ausgetragen                      | Dansk Melodi Grand Prix 1990 |
| 1991          | Anders Frandsen                | Lige der hvor hjertet slår M/T: Michael Elo                                                                                               | Dänisch                                 | Gerade da, wo das Herz schlägt         | 19 / 22                                          | 8                                                | Kein Halbfinale ausgetragen                      | Kein Halbfinale ausgetragen                      | Dansk Melodi Grand Prix 1991 |
| 1992          | Kenny Lübcke & Lotte Nilsson   | Alt det som ingen ser M/T: Carsten Warming                                                                                                | Dänisch                                 | Alles, was niemand sieht               | 12 / 23                                          | 47                                               | Kein Halbfinale ausgetragen                      | Kein Halbfinale ausgetragen                      | Dansk Melodi Grand Prix 1992 |
| 1993          | Tommy Seebach Band             | Under stjernerne på himlen M: Tommy Seebach; T: Keld Heick                                                                                | Dänisch                                 | Unter den Sternen am Himmel            | 22 / 25                                          | 9                                                | Kein Halbfinale ausgetragen                      | Kein Halbfinale ausgetragen                      | Dansk Melodi Grand Prix 1993 |
| 1994          | Nicht qualifiziert             | Nicht qualifiziert | Nicht qualifiziert                      | Nicht qualifiziert                     | Nicht qualifiziert                               | Nicht qualifiziert                               | Nicht qualifiziert                               | Nicht qualifiziert                               | Nicht qualifiziert           |
| 1995          | Aud Wilken                     | Fra Mols til Skagen M: Lise Cabble, Mette Mathiesen; T: Lise Cabble                                                                       | Dänisch                                 | Von Mols bis Skagen                    | 5 / 23                                           | 92                                               | Direkt für das Finale qualifiziert               | Direkt für das Finale qualifiziert               | Dansk Melodi Grand Prix 1995 |
| 1996          | Martin Loft & Dorthe Andersen  | Kun med dig M: Jascha Richter; T: Keld Heick                                                                                              | Dänisch                                 | Nur mit dir                            | Nicht qualifiziert Qualifikationsrunde           | Nicht qualifiziert Qualifikationsrunde           | 25 / 29                                          | 22                                               | Dansk Melodi Grand Prix 1996 |
| 1997          | Kølig Kaj                      | Stemmen i mit liv M: Lars Pedersen; T: Thomas Lægård                                                                                      | Dänisch                                 | Die Stimme in meinem Leben             | 16 / 25                                          | 25                                               | Direkt für das Finale qualifiziert               | Direkt für das Finale qualifiziert               | Dansk Melodi Grand Prix 1997 |
| 1998          | Nicht qualifiziert             | Nicht qualifiziert | Nicht qualifiziert                      | Nicht qualifiziert                     | Nicht qualifiziert                               | Nicht qualifiziert                               | Nicht qualifiziert                               | Nicht qualifiziert                               | Nicht qualifiziert           |
| 1999          | Michael Teschl & Trine Jepsen  | This Time I Mean It M/T: Ebbe Ravn | Englisch                                | Dieses Mal meine ich es auch so        | 8 / 23                                           | 71                                               | Direkt für das Finale qualifiziert               | Direkt für das Finale qualifiziert               | Dansk Melodi Grand Prix 1999 |
| 2000          | Olsen Brothers                 | Fly on the Wings of Love M/T: Jørgen Olsen                                                                                                | Englisch                                | Fliege mit den Flügeln der Liebe       | 1 / 24                                           | 195                                              | Direkt für das Finale qualifiziert               | Direkt für das Finale qualifiziert               | Dansk Melodi Grand Prix 2000 |
| 2001          | Rollo & King                   | Never Ever Let You Go M: Søren Poppe; T: Thomas Brekling, Stefan Nielsen                                                                  | Englisch                                | Dich niemals gehen lassen              | 2 / 23                                           | 177                                              | Direkt für das Finale qualifiziert               | Direkt für das Finale qualifiziert               | Dansk Melodi Grand Prix 2001 |
| 2002          | Malene Mortensen               | Tell Me Who You Are M/T: Michael Ronson                                                                                                   | Englisch                                | Sag mir, wer du bist                   | 24 / 24                                          | 7                                                | Direkt für das Finale qualifiziert               | Direkt für das Finale qualifiziert               | Dansk Melodi Grand Prix 2002 |
| 2003          | Nicht qualifiziert             | Nicht qualifiziert | Nicht qualifiziert                      | Nicht qualifiziert                     | Nicht qualifiziert                               | Nicht qualifiziert                               | Nicht qualifiziert                               | Nicht qualifiziert                               | Nicht qualifiziert           |
| 2004          | Tomas Thordarson               | Shame on You M: Ivar Lind Greiner; T: Iben Plesner                                                                                        | Englisch                                | Du solltest dich schämen               | Ausgeschieden                                    | Ausgeschieden                                    | 13 / 22                                          | 56                                               | Dansk Melodi Grand Prix 2004 |
| 2005          | Jakob Sveistrup                | Talking to You M/T: Andreas Mørck, Jacob Launbjerg                                                                                        | Englisch                                | Ich spreche mit dir                    | 9 / 24                                           | 125                                              | 3 / 25                                           | 185                                              | Dansk Melodi Grand Prix 2005 |
| 2006          | Sidsel Ben Semmane             | Twist of Love M/T: Niels Drevsholt | Englisch                                | Twist der Liebe                        | 18 / 24                                          | 26                                               | Direkt für das Finale qualifiziert               | Direkt für das Finale qualifiziert               | Dansk Melodi Grand Prix 2006 |
| 2007          | DQ                             | Drama Queen M/T: Simon Munk, P. Andersen, Claus Christensen                                                                               | Englisch                                | Dramaqueen                             | Ausgeschieden                                    | Ausgeschieden                                    | 19 / 28                                          | 45                                               | Dansk Melodi Grand Prix 2007 |
| 2008          | Simon Mathew                   | All Night Long M/T: Nis Bøgvad, Svend Gudiksen, Jacob Launbjerg                                                                           | Englisch                                | Die ganze Nacht lang                   | 15 / 25                                          | 60                                               | 3 / 19                                           | 112                                              | Dansk Melodi Grand Prix 2008 |
| 2009          | Niels Brinck                   | Believe Again M/T: Lars Halvor Jensen, Martin M. Larsson, Ronan Keating                                                                   | Englisch                                | Wieder glauben                         | 13 / 25                                          | 74                                               | 8 / 19                                           | 69                                               | Dansk Melodi Grand Prix 2009 |
| 2010          | Chanée & Tomas N’Evergreen     | In a Moment Like This M: Thomas G:son, Henrik Sethsson, Erik Bernholm; T: Thomas G:son, Henrik Sethsson                                   | Englisch                                | In einem Moment wie diesem             | 4 / 25                                           | 149                                              | 5 / 17                                           | 101                                              | Dansk Melodi Grand Prix 2010 |
| 2011          | A Friend in London             | New Tomorrow M: Lise Cabble; T: Jakob Schack Glæsner                                                                                      | Englisch                                | Neuer Morgen                           | 5 / 25                                           | 134                                              | 2 / 19                                           | 135                                              | Dansk Melodi Grand Prix 2011 |
| 2012          | Soluna Samay                   | Should’ve Known Better M/T: Remee, Chief 1, Isam B. (von Outlandish)                                                                      | Englisch                                | Hätte es besser wissen sollen          | 23 / 26                                          | 21                                               | 9 / 18                                           | 63                                               | Dansk Melodi Grand Prix 2012 |
| 2013          | Emmelie de Forest              | Only Teardrops M/T: Lise Cabble, Julia Fabrin Jakobsen, Thomas Stengaard                                                                  | Englisch                                | Nur Tränen                             | 1 / 26                                           | 281                                              | 1 / 16                                           | 167                                              | Dansk Melodi Grand Prix 2013 |
| 2014          | Basim                          | Cliché Love Song M/T: Lasse Lindorff, Kim Nowak-Zorde, Daniel Fält, Basim                                                                 | Englisch                                | Klischeeliebeslied                     | 9 / 26                                           | 74                                               | Direkt für das Finale qualifiziert               | Direkt für das Finale qualifiziert               | Dansk Melodi Grand Prix 2014 |
| 2015          | Anti Social Media              | The Way You Are M/T: Remee, Lars „Chief 1“ Pedersen                                                                                       | Englisch                                | So wie du bist                         | Ausgeschieden                                    | Ausgeschieden                                    | 13 / 16                                          | 33                                               | Dansk Melodi Grand Prix 2015 |
| 2016          | Lighthouse X                   | Soldiers of Love M/T: Sebastian F. Ovens, Daniel Lund Jørgensen, Katrine Klith Andersen, Søren Bregendal, Johannes Nymark, Martin Skriver | Englisch                                | Soldaten der Liebe                     | Ausgeschieden                                    | Ausgeschieden                                    | 17 / 18                                          | 34                                               | Dansk Melodi Grand Prix 2016 |
| 2017          | Anja Nissen                    | Where I Am M/T: Anja Nissen, Angel Tupai, Michael D’Arcy                                                                                  | Englisch                                | Wo ich bin                             | 20 / 26                                          | 77                                               | 10 / 18                                          | 101                                              | Dansk Melodi Grand Prix 2017 |
| 2018          | Rasmussen                      | Higher Ground M/T: Niclas Arn, Karl Eurén                                                                                                 | Englisch                                | Höherer Boden                          | 9 / 26                                           | 226                                              | 5 / 18                                           | 204                                              | Dansk Melodi Grand Prix 2018 |
| 2019          | Leonora                        | Love Is Forever M/T: Lise Cabble, Melanie Wehbe, Emil Lei                                                                                 | Englisch, Französisch, Dänisch, Deutsch | Liebe ist für immer                    | 12 / 26                                          | 120                                              | 10 / 18                                          | 94                                               | Dansk Melodi Grand Prix 2019 |
| 2020          | Ben & Tan                      | YES M/T: Emil Lei, Jimmy Jansson, Linnea Deb                                                                                              | Englisch                                | Ja                                     | Absage wegen der COVID-19-Pandemie durch die EBU | Absage wegen der COVID-19-Pandemie durch die EBU | Absage wegen der COVID-19-Pandemie durch die EBU | Absage wegen der COVID-19-Pandemie durch die EBU | Dansk Melodi Grand Prix 2020 |
| 2021          | Fyr og Flamme                  | Øve os på hinanden M/T: Laurits Emanuel                                                                                                   | Dänisch                                 | Uns aneinander üben                    | Ausgeschieden                                    | Ausgeschieden                                    | 11 / 18                                          | 89                                               | Dansk Melodi Grand Prix 2021 |
| 2022          | Reddi                          | The Show M/T: Chief 1, Remee, Ihan Haydar, Julia Fabrin Jakobsen                                                                          | Englisch                                | Die Show                               | Ausgeschieden                                    | Ausgeschieden                                    | 13 / 17                                          | 55                                               | Dansk Melodi Grand Prix 2022 |
| 2023          | Reiley                         | Breaking My Heart M/T: Bård Mathias Bonsaksen, Hilda Stenmalm, Rani Petersen, Sivert Hjeltnes Hagtvet                                     | Englisch                                | Mein Herz brechen                      | Ausgeschieden                                    | Ausgeschieden                                    | 14 / 16                                          | 6                                                | Dansk Melodi Grand Prix 2023 |
| 2024          | Saba                           | Sand M/T: Melanie Wehbe, Jonas Thander, Pil Kalinka Jeppesen                                                                              | Englisch                                | Sand                                   | Ausgeschieden                                    | Ausgeschieden                                    | 12 / 16                                          | 36                                               | Dansk Melodi Grand Prix 2024 |
| 2025          | Sissal                         | Hallucination M/T: Malthe Johansen, Chris Chordz, Line Spangsberg, Marcus Winther-John, Linnea Deb, Melanie Wehbe                         | Englisch                                | Halluzination                          | 23 / 26                                          | 47                                               | 8 / 16                                           | 61                                               | Dansk Melodi Grand Prix 2025 |
| 2026          |                                | |                                         |                                        |                                                  |                                                  |                                                  |                                                  | Dansk Melodi Grand Prix 2026 |

## Nationale Vorentscheide
Nahezu alle dänischen Beiträge wurden in einem nationalen Vorentscheid unter dem Titel Dansk Melodi Grand Prix ausgewählt, lediglich Birgit Brüel und ihr Lied wurden 1965 durch den DR direkt nominiert. Über die Jahre fand der Vorausscheid in verschiedenen Formen statt:

### System 1957 und 1959
1957 stellten Birte Wilcke und Gustav Winckler insgesamt sechs Titel vor, davon jeder zwei als Solokünstler und zwei beide zusammen als Duo. Ähnlich verfahren wurde auch 1959, als drei Künstler in unterschiedlichen Kombinationen als Solisten und Duos die sechs Titel vorstellten.

### System „klassischer Vorentscheid“
In den Jahren 1958, 1960 bis 1964, 1966 sowie 1978 bis 2006 und daher mit Abstand am häufigsten wurde ein „klassischer“ Vorentscheid durchgeführt. Dabei stellten zwischen fünf und siebzehn Künstler in der Regel je einen Titel vor (Anmerkung: lediglich Raquel Rastenni hatte 1958 zwei Titel im Wettbewerb), und am Ende wurde über den Favoriten abgestimmt.

### 2007 und 2008
2007 wurden in Dänemark erstmals – wie in den anderen skandinavischen Ländern bereits seit Jahren üblich – vor dem großen Finale Vorrunden ausgetragen. Insgesamt zwei Halbfinals mit je acht Sängern fanden statt, von denen sich die besten vier für das Finale qualifizierten. Die ausgeschiedenen Kandidaten hatten noch eine Chance: im Radio wurden zwei „Letzte-Chance“-Runden ausgetragen, in denen sich die Künstler die letzten beiden Finaltickets sichern konnten.

### Seit 2009
Im Jahr 2009 wurden die Vorrunden abgeschafft und eine einzelne Show als Vorentscheidung genutzt. Jeweils zehn Interpreten treten an und drei von ihnen erreichen das Superfinale, wo dann der Sieger ausgewählt wird. Mit diesem System gelang bis auf 2015 und 2016 jedes Jahr der Finaleinzug. Dazu erreichte Dänemark damit drei Top-5-Platzierungen und insgesamt fünf Top-10-Platzierungen.

### Abstimmungsmodi
In den frühen Jahren wurde in der Regel durch eine – meist regional gesplittete – Jury abgestimmt. 1964 konnte erstmals das Publikum selbst über den dänischen Beitrag entscheiden, da mit Postkarten abgestimmt wurde. Die erste Telefonabstimmung fand 1992 statt und auch 1996 sowie seit 2004 wird ausschließlich per Televoting gewählt. 1993 und 1999 bis 2002 wurde mit Hilfe einer Mischung aus Jury und Televoting abgestimmt. 2015 werden wieder regionale Juries eingeführt.

## Sprachen
Da Dänemark in den ersten Jahren, in denen offiziell keine Sprachregelung galt (1973–1976), nicht teilgenommen hat, konnte das Land erstmals 1999 einen Beitrag auf Englisch singen lassen. Von 1999 bis 2018 wurden alle dänischen Beiträge komplett auf Englisch vorgestellt. 2019 enthielt das Lied erstmals neben englischen Textzeilen, auch französische Textzeilen. Außerdem enthielt das Lied auch einige Zeilen auf Dänisch und eine Zeile auf Deutsch. Es war damit das erste Mal seit 1997, dass die dänische Sprache wieder beim Song Contest auftrat. Außerdem war es das erste Mal, dass der dänische Beitrag Deutsch enthielt. 2021 wurde der dänische Beitrag sogar erstmals seit 1997 wieder vollständig auf Dänisch vorgestellt.
In den Jahren 1999 bis 2005 galt die Regel, dass beim Vorentscheid alle Lieder komplett auf Dänisch vorgestellt werden mussten, sodass von diesen Jahren auch jeweils eine dänische Fassung existiert.
Vom Großteil der Lieder wurde zudem eine englische Fassung aufgenommen, gerade in der zweiten Teilnahmephase ab 1978, in der es nur vier Beiträge gibt, von denen nur eine dänische Fassung existiert (1990, 1993, 1995 und 1997). Einige Lieder wurden zudem auf Deutsch und in anderen skandinavischen Sprachen aufgenommen.

## Kommerzielle Erfolge
Der zweite dänische Siegertitel – Fly on the Wings of Love – war kommerziell gesehen international wohl der erfolgreichste dänische Beitrag aller Zeiten und erreichte in einigen Ländern die Top 10 der Singlecharts und Nummer eins in Dänemark. Der erste dänische Siegertitel war im eigenen Land ebenfalls ein Nummer-eins-Hit, konnte international aber wenig überzeugen, obschon die deutsche Fassung (mit dem Original als B-Seite) in Deutschland Platz 49 der Charts erreichte. Jörgen Ingmann hatte vor und nach seiner Teilnahme einige Top-10-Hits in Deutschland. Kun med dig, 1996 in der Qualifikationsrunde ausgeschieden, war in der englischen Fassung (Paint My Love) in einigen Ländern – vor allem im asiatischen Raum – ein Hit. Emmelie de Forest erreichte mit ihrem Siegertitel Platz 5 in den deutschen Charts, Soluna Samay immerhin Platz 51, in Dänemark jeweils Platz 1.

## Liste der Dirigenten
| Jahr          | Dirigent                          |
| ------------- | --------------------------------- |
| 1957          | Kai Mortensen a                   |
| 1958          | Kai Mortensen a                   |
| 1959          | Kai Mortensen a                   |
| 1960          | Kai Mortensen a                   |
| 1961          | Kai Mortensen a                   |
| 1962          | Kai Mortensen a                   |
| 1963          | Kai Mortensen a                   |
| 1964          | Kai Mortensen a                   |
| 1965          | Arne Lamberth                     |
| 1966          | Arne Lamberth                     |
| 1967 bis 1977 | Auf Teilnahme verzichtet          |
| 1978          | Helmer Olesen                     |
| 1979          | Allan Botschinsky                 |
| 1980          | Allan Botschinsky                 |
| 1981          | Allan Botschinsky                 |
| 1982          | Allan Botschinsky                 |
| 1983          | Allan Botschinsky                 |
| 1984          | Henrik Krogsgård                  |
| 1985          | Wolfgang Käfer                    |
| 1986          | Egil Monn-Iversen                 |
| 1987          | Henrik Krogsgård                  |
| 1988          | Henrik Krogsgård                  |
| 1989          | Henrik Krogsgård Benoît Kaufman b |
| 1990          | Henrik Krogsgård                  |
| 1991          | Henrik Krogsgård                  |
| 1992          | Henrik Krogsgård                  |
| 1993          | George Keller                     |
| 1994          | Nicht qualifiziert                |
| 1995          | Frede Ewert                       |
| 1996          | Nicht qualifiziert                |
| 1997          | Jan Glæsel                        |
| 1998          | Nicht qualifiziert                |

## Liste der Kommentatoren und Punktesprecher
Diese Liste der Kommentatoren und Punktesprecher beginnt mit dem Beginn der TV-Übertragungen in Dänemark.
| Jahr          | Kommentator                                           | Punktesprecher           |
| ------------- | ----------------------------------------------------- | ------------------------ |
| 1956          | Jens Frederik Lawaetz                                 | Keine Teilnahme          |
| 1957          | Svend Pedersen                                        | –                        |
| 1958          | Svend Pedersen                                        | –                        |
| 1959          | Sejr Volmer-Sørensen                                  | –                        |
| 1960          | Sejr Volmer-Sørensen                                  | –                        |
| 1961          | Sejr Volmer-Sørensen                                  | –                        |
| 1962          | Ole Mortensen                                         | –                        |
| 1963          | Ole Mortensen                                         | –                        |
| 1964          | –                                                     | –                        |
| 1965          | –                                                     | –                        |
| 1966          | Skat Nørrevig                                         | –                        |
| 1967 bis 1974 | Keine Übertragung                                     | Auf Teilnahme verzichtet |
| 1975          | Per Møller Hansen                                     | Auf Teilnahme verzichtet |
| 1976          | Per Møller Hansen                                     | Auf Teilnahme verzichtet |
| 1977          | Claus Toksvig                                         | Auf Teilnahme verzichtet |
| 1978          | Jørgen de Mylius                                      | –                        |
| 1979          | Jørgen de Mylius                                      | –                        |
| 1980          | Jørgen de Mylius                                      | Bent Evold               |
| 1981          | Jørgen de Mylius                                      | –                        |
| 1982          | Jørgen de Mylius                                      | –                        |
| 1983          | Jørgen de Mylius                                      | Bent Evold               |
| 1984          | Jørgen de Mylius                                      | –                        |
| 1985          | Jørgen de Mylius                                      | –                        |
| 1986          | Jørgen de Mylius                                      | –                        |
| 1987          | Jørgen de Mylius                                      | –                        |
| 1988          | Jørgen de Mylius                                      | –                        |
| 1989          | Jørgen de Mylius                                      | –                        |
| 1990          | Jørgen de Mylius                                      | –                        |
| 1991          | Camilla Miehe-Renard                                  | –                        |
| 1992          | Jørgen de Mylius                                      | –                        |
| 1993          | Jørgen de Mylius                                      | –                        |
| 1994          | Jørgen de Mylius                                      | Nicht qualifiziert       |
| 1995          | Jørgen de Mylius                                      | Bent Henius              |
| 1996          | Jørgen de Mylius                                      | Nicht qualifiziert       |
| 1997          | Hans Otto Bisgaard                                    | Bent Henius              |
| 1998          | Keld Heick                                            | Nicht qualifiziert       |
| 1999          | Keld Heick                                            | Kirsten Siggaard         |
| 2000          | Keld Heick                                            | Michael Teschl           |
| 2001          | Hans Otto Bisgaard & Hilda Heick                      | Gry Johansen             |
| 2002          | Keld Heick                                            | Signe Svendsen           |
| 2003          | Jørgen de Mylius                                      | Nicht qualifiziert       |
| 2004          | Jørgen de Mylius                                      | Camilla Ottesen          |
| 2005          | Jørgen de Mylius                                      | Gry Johansen             |
| 2006          | Mads Vangsø & Adam Duvå Hall                          | Jørgen de Mylius         |
| 2007          | Søren Nystrøm Rasted & Adam Duvå Hall                 | Susanne Georgi           |
| 2008          | Nicolai Molbech                                       | Maria Montell            |
| 2009          | Nicolai Molbech                                       | Felix Smith              |
| 2010          | Nicolai Molbech                                       | Bryan Rice               |
| 2011          | Ole Tøpholm                                           | Lise Rønne               |
| 2012          | Ole Tøpholm                                           | Louise Wolff             |
| 2013          | Ole Tøpholm                                           | Sofie Lassen-Kahlke      |
| 2014          | Anders Bisgaard (Halbfinale)                          | Sofie Lassen-Kahlke      |
| 2014          | Ole Tøpholm (Finale)                                  | Sofie Lassen-Kahlke      |
| 2014          | Peter Falktoft & Esben Bjerre Hansen (Finale auf DR3) | Sofie Lassen-Kahlke      |
| 2015          | Ole Tøpholm                                           | Basim                    |
| 2016          | Ole Tøpholm                                           | Ulla Essendrop           |
| 2017          | Ole Tøpholm                                           | Ulla Essendrop           |
| 2018          | Ole Tøpholm                                           | Ulla Essendrop           |
| 2019          | Ole Tøpholm                                           | Rasmussen                |
| 2021          | Henrik Milling & Nicolai Molbech                      | Tina Müller              |
| 2022          | Henrik Milling & Nicolai Molbech                      | Tina Müller              |
| 2023          | Nicolai Molbech                                       | Tina Müller              |
| 2024          | Ole Tøpholm                                           | Stéphanie Surrugue       |
| 2025          | Ole Tøpholm                                           | Sara Bro                 |

## Ausgetragene Wettbewerbe
| Jahr | Stadt      | Austragungsort     | Moderation                               |
| ---- | ---------- | ------------------ | ---------------------------------------- |
| 1964 | Kopenhagen | Tivolis Koncertsal | Lotte Wæver                              |
| 2001 | Kopenhagen | Parken             | Natasja Crone & Søren Pilmark            |
| 2014 | Kopenhagen | B&W Hallerne       | Nikolaj Koppel, Lise Rønne & Pilou Asbæk |

Ferner richtete DR auch die Show anlässlich des 50-jährigen Jubiläums des ESC aus:
| Jahr | Stadt      | Austragungsort   | Moderation                         |
| ---- | ---------- | ---------------- | ---------------------------------- |
| 2005 | Kopenhagen | Forum Kopenhagen | Katrina Leskanich & Renārs Kaupers |

## Punktevergabe
Folgende Länder erhielten die meisten Punkte von oder vergaben die meisten Punkte an Dänemark (Stand: 2025):
| Die meisten im Finale vergebenen Punkte | Die meisten im Finale vergebenen Punkte | Die meisten im Finale vergebenen Punkte |
| Platz                                   | Land                                    | Punkte                                  |
| --------------------------------------- | --------------------------------------- | --------------------------------------- |
| 1                                       | Schweden                                | 428                                     |
| 2                                       | Norwegen                                | 209                                     |
| 3                                       | Deutschland                             | 194                                     |
| 4                                       | Vereinigtes Königreich                  | 170                                     |
| 5                                       | Schweiz                                 | 149                                     |

| Die meisten im Finale erhaltenen Punkte | Die meisten im Finale erhaltenen Punkte | Die meisten im Finale erhaltenen Punkte |
| Platz                                   | Land                                    | Punkte                                  |
| --------------------------------------- | --------------------------------------- | --------------------------------------- |
| 1                                       | Norwegen                                | 221                                     |
| 2                                       | Schweden                                | 214                                     |
| 3                                       | Island                                  | 200                                     |
| 4                                       | Vereinigtes Königreich                  | 145                                     |
| 5                                       | Niederlande                             | 142                                     |

| Die meisten insgesamt vergebenen Punkte | Die meisten insgesamt vergebenen Punkte | Die meisten insgesamt vergebenen Punkte |
| Platz                                   | Land                                    | Punkte                                  |
| --------------------------------------- | --------------------------------------- | --------------------------------------- |
| 1                                       | Schweden                                | 528                                     |
| 2                                       | Norwegen                                | 337                                     |
| 3                                       | Island                                  | 239                                     |
| 4                                       | Niederlande                             | 228                                     |
| 5                                       | Schweiz                                 | 208                                     |

| Die meisten insgesamt erhaltenen Punkte | Die meisten insgesamt erhaltenen Punkte | Die meisten insgesamt erhaltenen Punkte |
| Platz                                   | Land                                    | Punkte                                  |
| --------------------------------------- | --------------------------------------- | --------------------------------------- |
| 1                                       | Norwegen                                | 324                                     |
| 2                                       | Schweden                                | 307                                     |
| 3                                       | Island                                  | 276                                     |
| 4                                       | Niederlande                             | 218                                     |
| 5                                       | Irland                                  | 200                                     |

### Vergaben der Höchstwertung
Seit 1978 vergab Dänemark die Höchstpunktzahl an 15 verschiedene Länder, davon 18 Mal an Schweden. Im Halbfinale dagegen vergab Dänemark die Höchstpunktzahl an 13 verschiedene Länder, davon je fünfmal an Norwegen und Schweden.
| Höchstwertung (Finale) | Höchstwertung (Finale) | Höchstwertung (Finale) |
| Jahr                   | Land                   | Platz (Finale)         |
| ---------------------- | ---------------------- | ---------------------- |
| 1978                   | Spanien                | 9                      |
| 1979                   | Deutschland            | 4                      |
| 1980                   | Irland                 | 1                      |
| 1981                   | Irland                 | 5                      |
| 1982                   | Deutschland            | 1                      |
| 1983                   | Jugoslawien            | 4                      |
| 1984                   | Schweden               | 1                      |
| 1985                   | Norwegen               | 1                      |
| 1986                   | Irland                 | 4                      |
| 1987                   | Deutschland            | 2                      |
| 1988                   | Jugoslawien            | 6                      |
| 1989                   | Schweden               | 4                      |
| 1990                   | Schweiz                | 11                     |
| 1991                   | Schweden               | 1                      |
| 1992                   | Vereinigtes Königreich | 2                      |
| 1993                   | Frankreich             | 4                      |
| 1994                   | Nicht qualifiziert     | Nicht qualifiziert     |
| 1995                   | Schweden               | 5                      |
| 1996                   | Nicht qualifiziert     | Nicht qualifiziert     |
| 1997                   | Vereinigtes Königreich | 1                      |
| 1998                   | Nicht qualifiziert     | Nicht qualifiziert     |
| 1999                   | Island                 | 2                      |
| 2000                   | Island                 | 12                     |
| 2001                   | Malta                  | 9                      |
| 2002                   | Malta                  | 2                      |
| 2003                   | Nicht qualifiziert     | Nicht qualifiziert     |
| 2004                   | Schweden               | 6                      |
| 2005                   | Norwegen               | 9                      |
| 2006                   | Finnland               | 1                      |
| 2007                   | Schweden               | 18                     |
| 2008                   | Island                 | 14                     |
| 2009                   | Norwegen               | 1                      |
| 2010                   | Deutschland            | 1                      |
| 2011                   | Irland                 | 8                      |
| 2012                   | Schweden               | 1                      |
| 2013                   | Norwegen               | 4                      |
| 2014                   | Schweden               | 3                      |
| 2015                   | Schweden               | 1                      |
| 2016                   | Ukraine (J)            | 1                      |
| 2016                   | Schweden (T)           | 5                      |
| 2017                   | Schweden (J & T)       | 5                      |
| 2018                   | Deutschland (J & T)    | 4                      |
| 2019                   | Schweden (J)           | 5                      |
| 2019                   | Norwegen (T)           | 6                      |
| 2020                   | Wettbewerb abgesagt    | Wettbewerb abgesagt    |
| 2021                   | Schweiz (J)            | 3                      |
| 2021                   | Island (T)             | 4                      |
| 2022                   | Griechenland (J)       | 8                      |
| 2022                   | Ukraine (T)            | 1                      |
| 2023                   | Schweden (J)           | 1                      |
| 2023                   | Finnland (T)           | 2                      |
| 2024                   | Schweiz (J)            | 1                      |
| 2024                   | Kroatien (T)           | 2                      |
| 2025                   | Lettland (J)           | 13                     |
| 2025                   | Schweden (T)           | 4                      |

| Höchstwertung (Halbfinale) | Höchstwertung (Halbfinale) | Höchstwertung (Halbfinale) |
| Jahr                       | Land                       | Platz (Halbfinale)         |
| -------------------------- | -------------------------- | -------------------------- |
| 2004                       | Bosnien und Herzegowina    | 7                          |
| 2005                       | Norwegen                   | 6                          |
| 2006                       | Schweden                   | 4                          |
| 2007                       | Ungarn                     | 2                          |
| 2008                       | Schweden                   | 12                         |
| 2009                       | Norwegen                   | 1                          |
| 2010                       | Schweden                   | 11                         |
| 2011                       | Schweden                   | 1                          |
| 2012                       | Russland                   | 1                          |
| 2013                       | Russland                   | 2                          |
| 2014                       | Niederlande                | 1                          |
| 2015                       | Belgien                    | 2                          |
| 2016                       | Australien (J)             | 1                          |
| 2016                       | Belgien (T)                | 3                          |
| 2017                       | Norwegen (J)               | 5                          |
| 2017                       | Bulgarien (T)              | 1                          |
| 2018                       | Australien (J)             | 4                          |
| 2018                       | Norwegen (T)               | 1                          |
| 2019                       | Schweden (J)               | 3                          |
| 2019                       | Norwegen (T)               | 7                          |
| 2020                       | Wettbewerb abgesagt        | Wettbewerb abgesagt        |
| 2021                       | Schweiz (J)                | 1                          |
| 2021                       | Island (T)                 | 2                          |
| 2022                       | Niederlande (J)            | 2                          |
| 2022                       | Ukraine (T)                | 1                          |
| 2023                       | Island                     | 11                         |
| 2024                       | Israel                     | 1                          |
| 2025                       | Israel                     | 1                          |

## Verschiedenes
- DQ, Siegerin des dänischen Vorentscheides 2007, erreichte im zweiten Halbfinale nicht einmal einen Platz unter den ersten fünf und musste sich über die „Letzte Chance“ qualifizieren.[12]
- 1963, im ersten dänischen Siegerjahr, gab es einen kleinen Skandal bei der Wertung: Norwegen musste seine Punkte zweimal verlesen, wobei die Ergebnisse völlig unterschiedlich waren: Nach der ersten Wertung hätte die Schweiz gewonnen und erst nach der Revision schaffte es Dänemark auf Platz eins.

## Impressionen

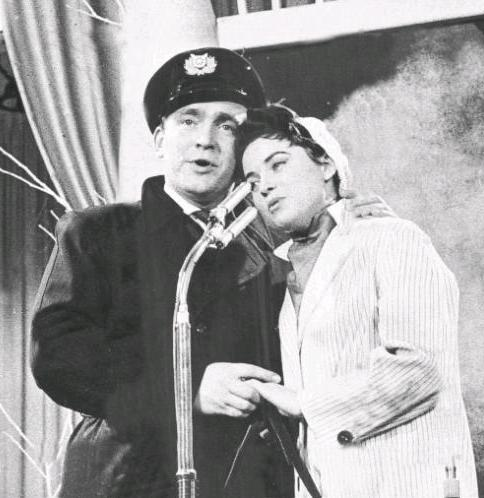
Birthe Wilke & Gustav Winckler 1957
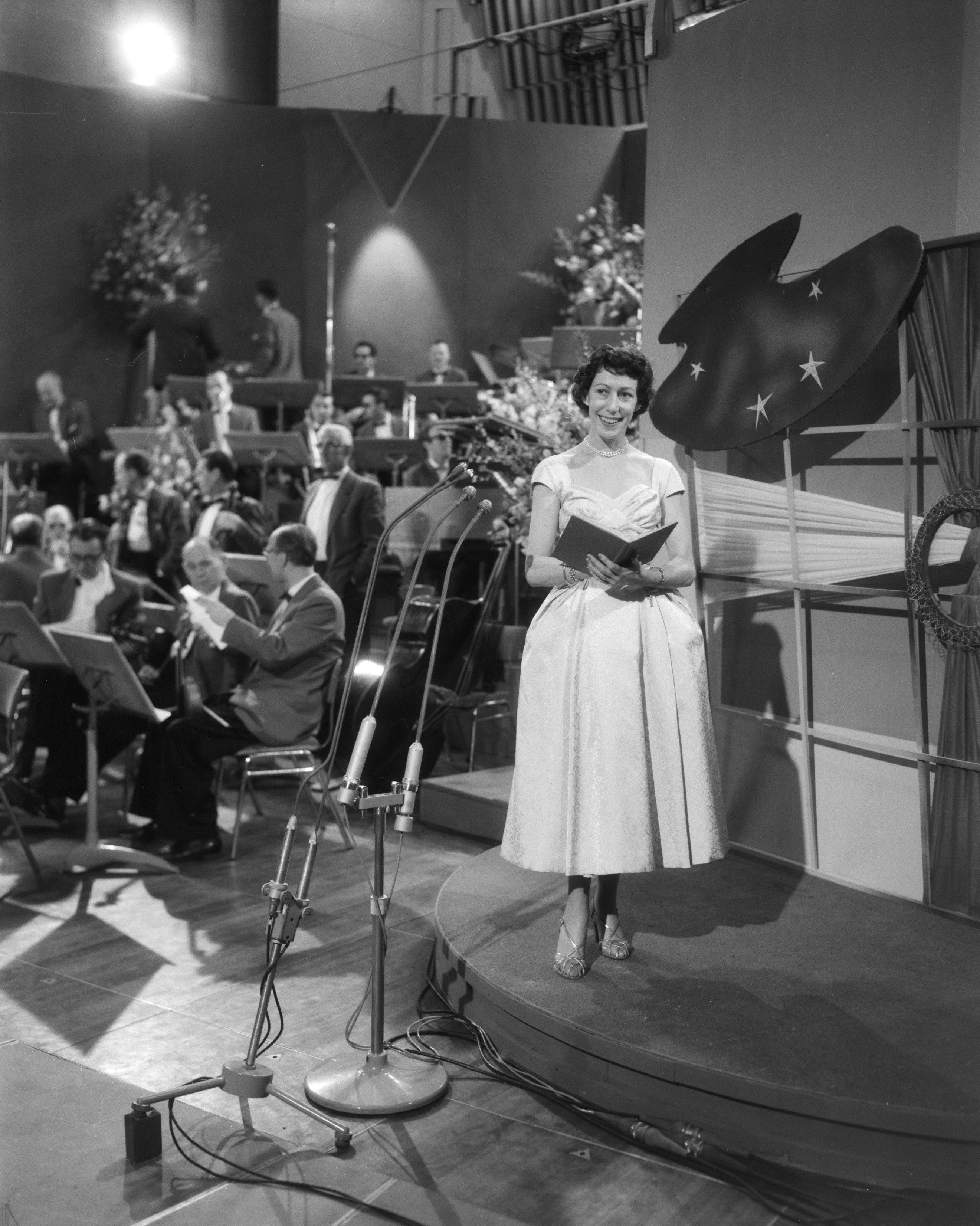
Raquel Rastenni 1958
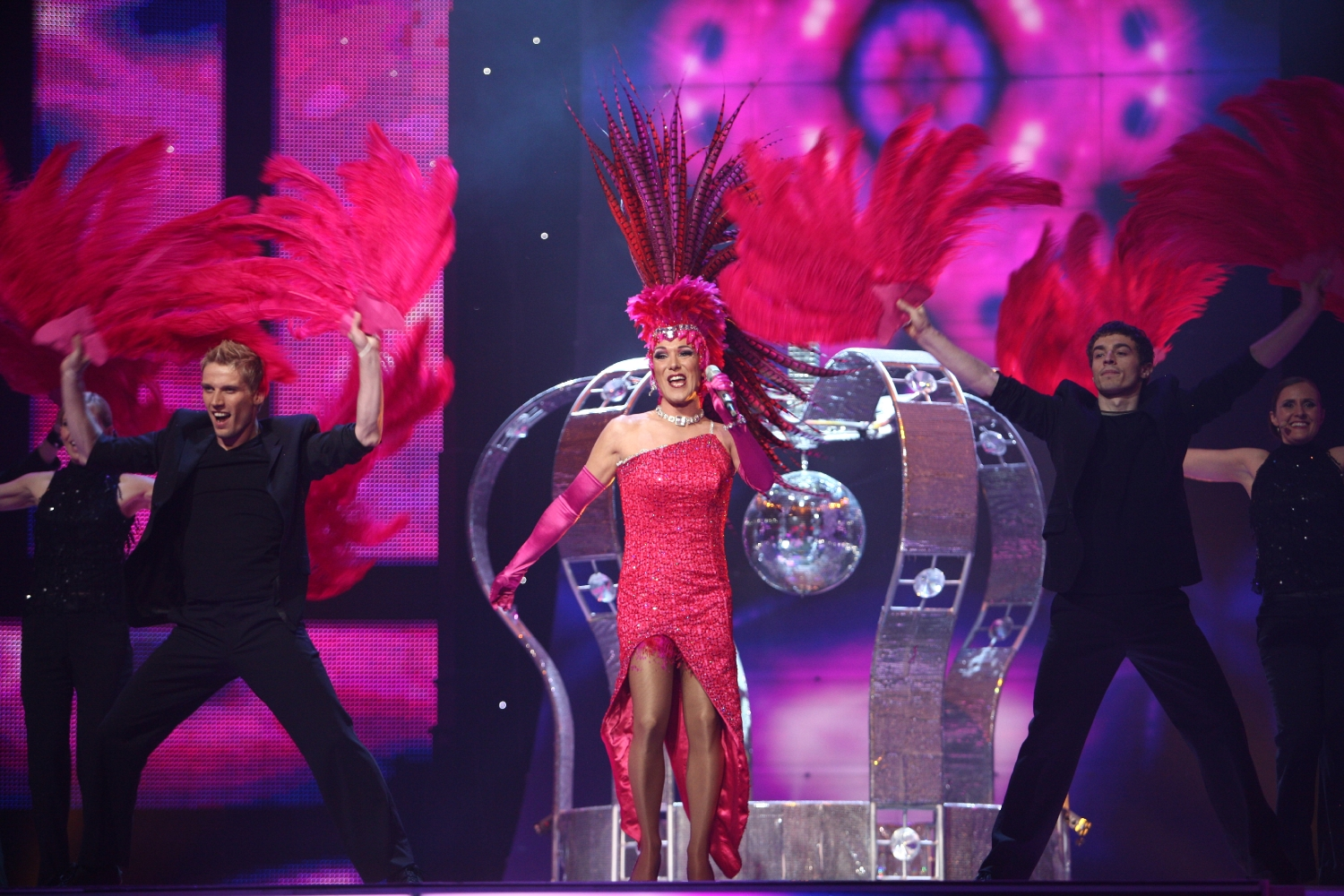
DQ 2007
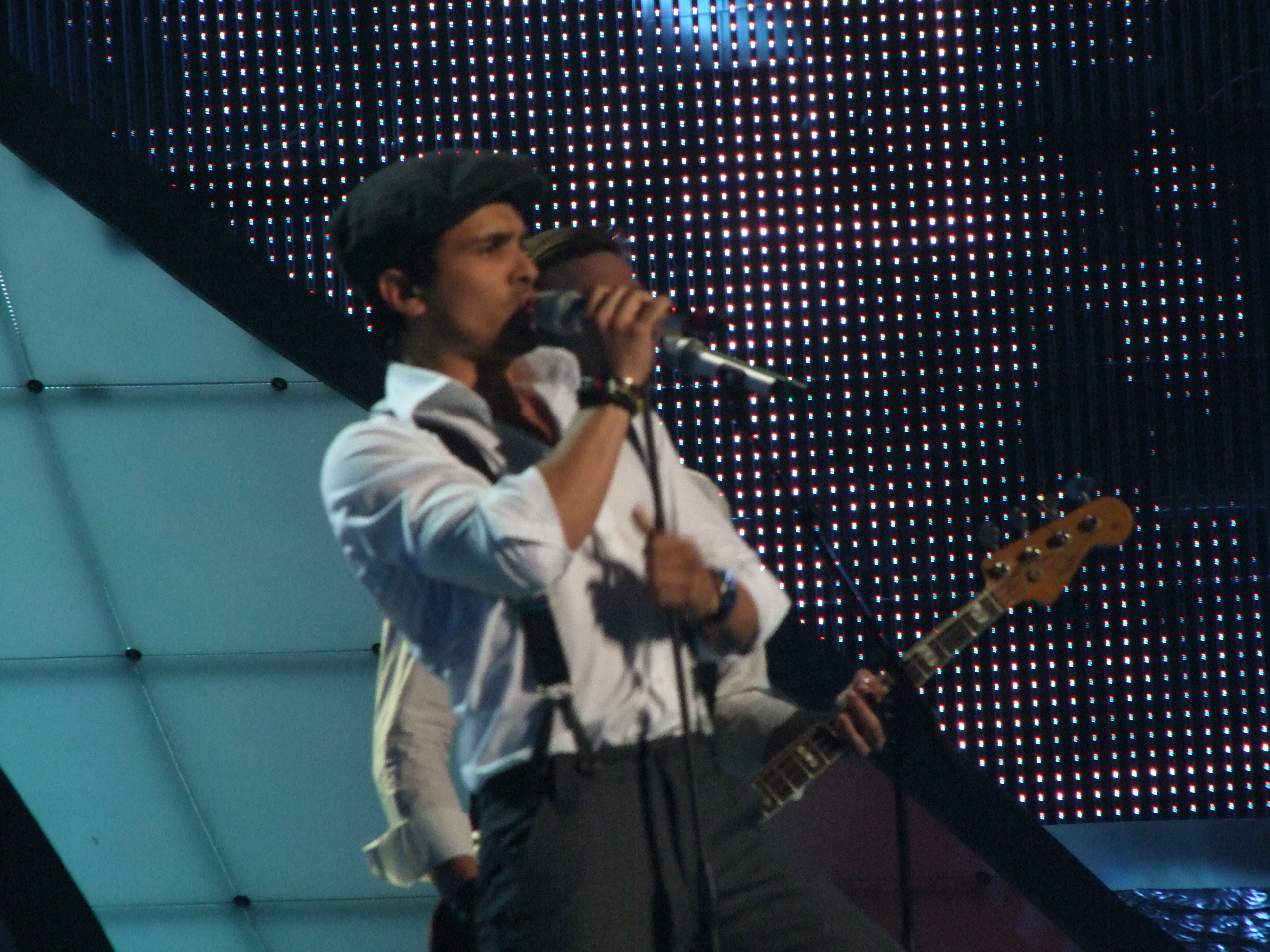
Simon Mathew 2008
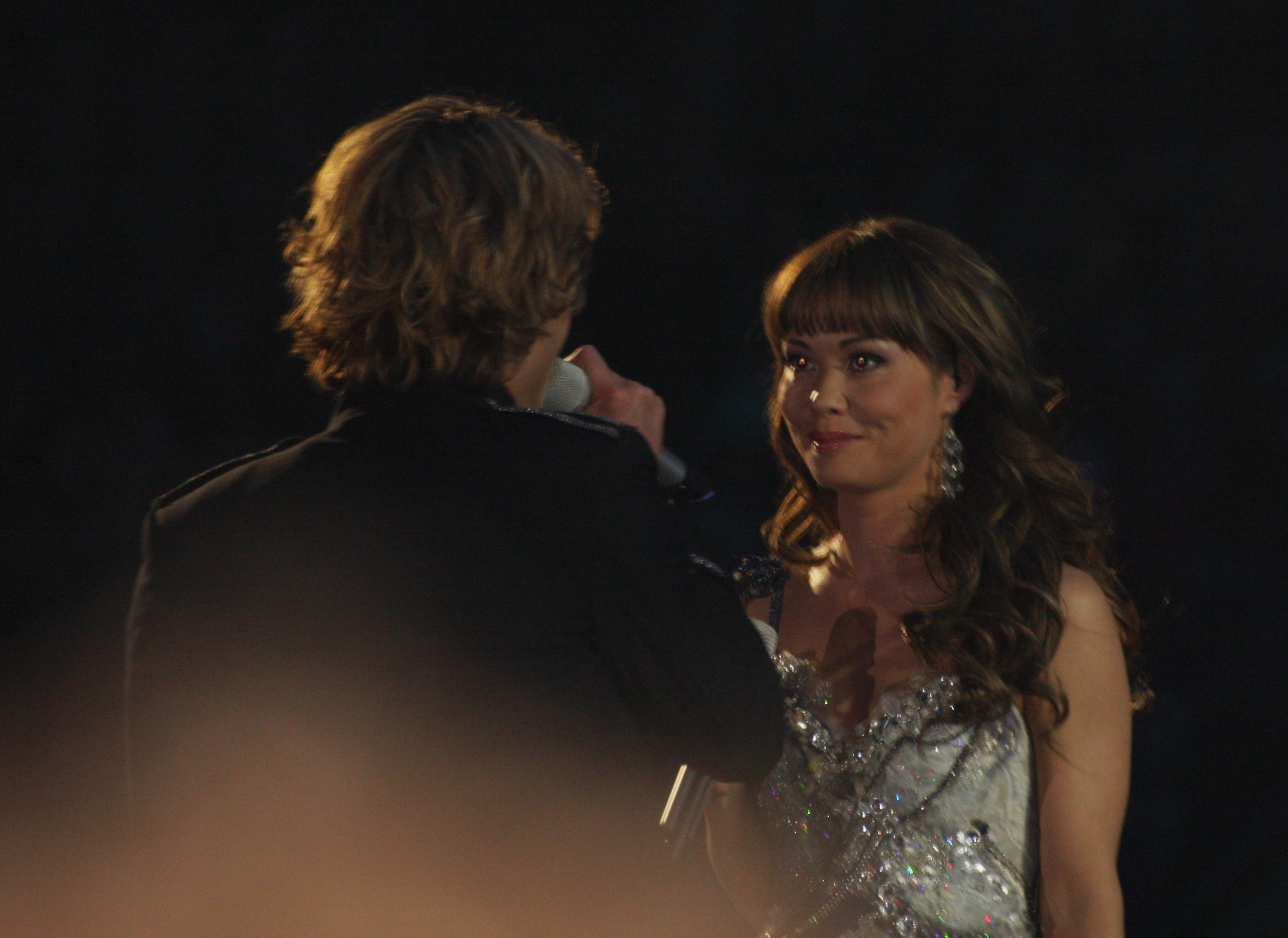
Chanée & Tomas N’Evergreen 2010
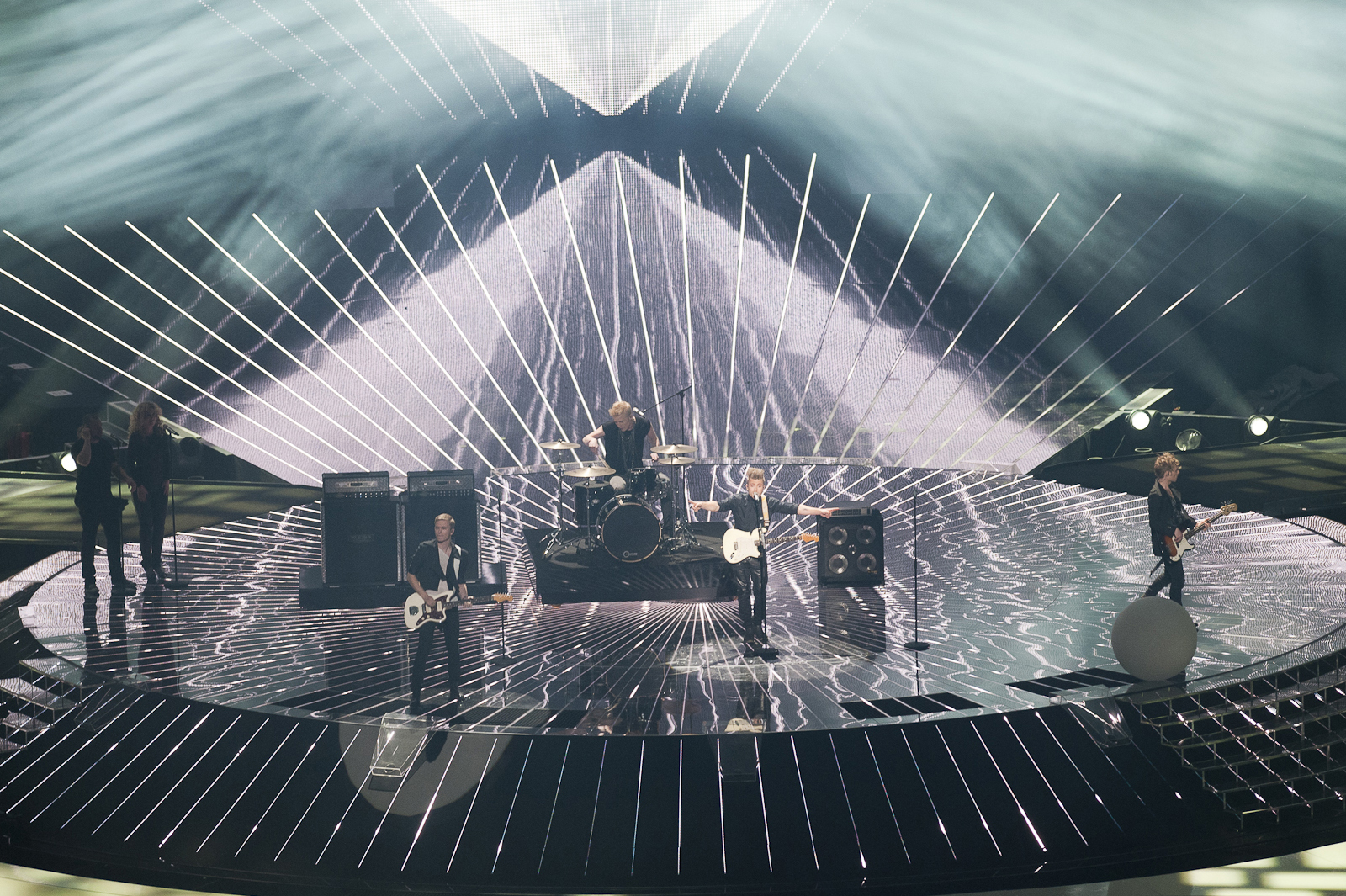
A Friend in London 2011
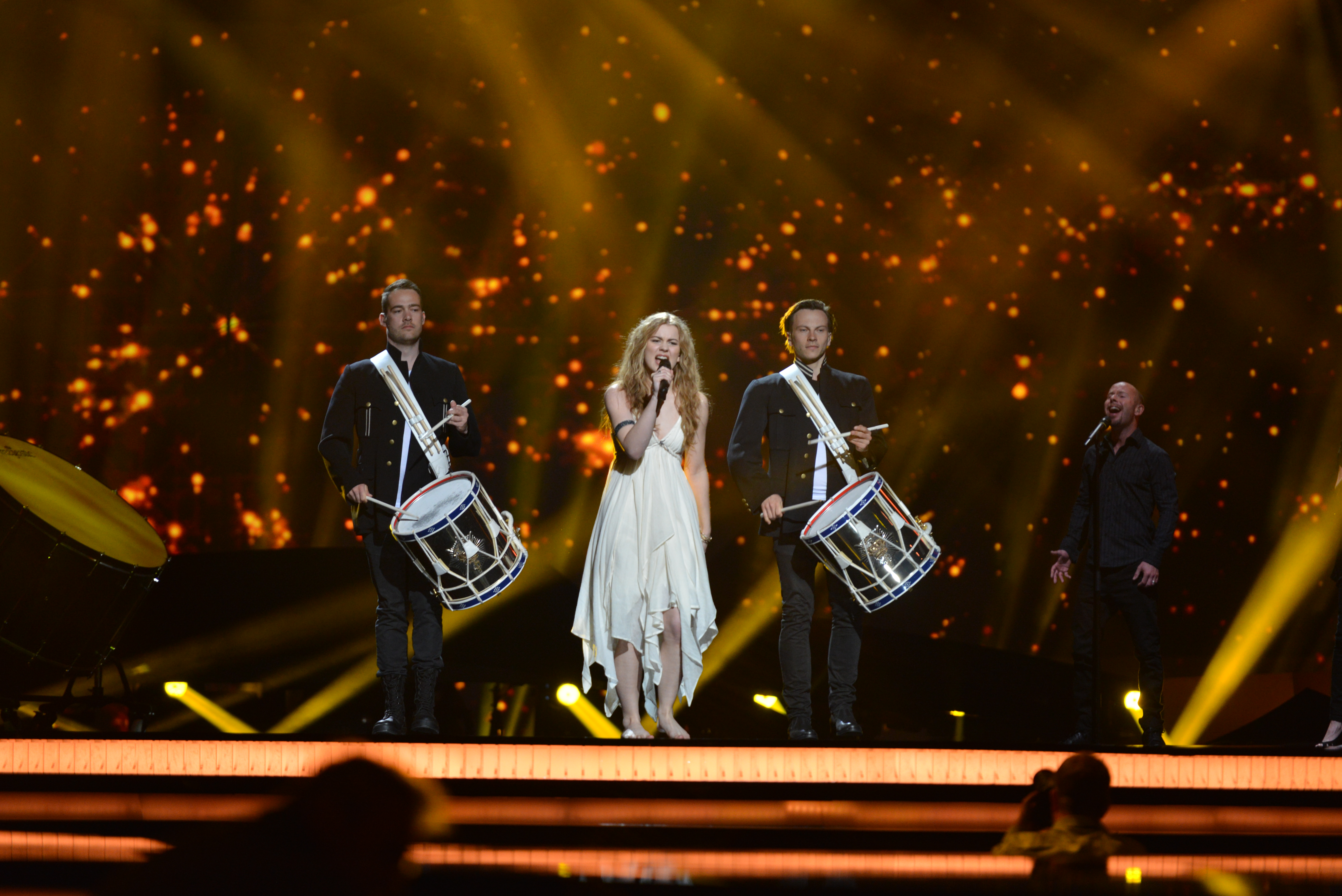
Emmelie de Forest 2013
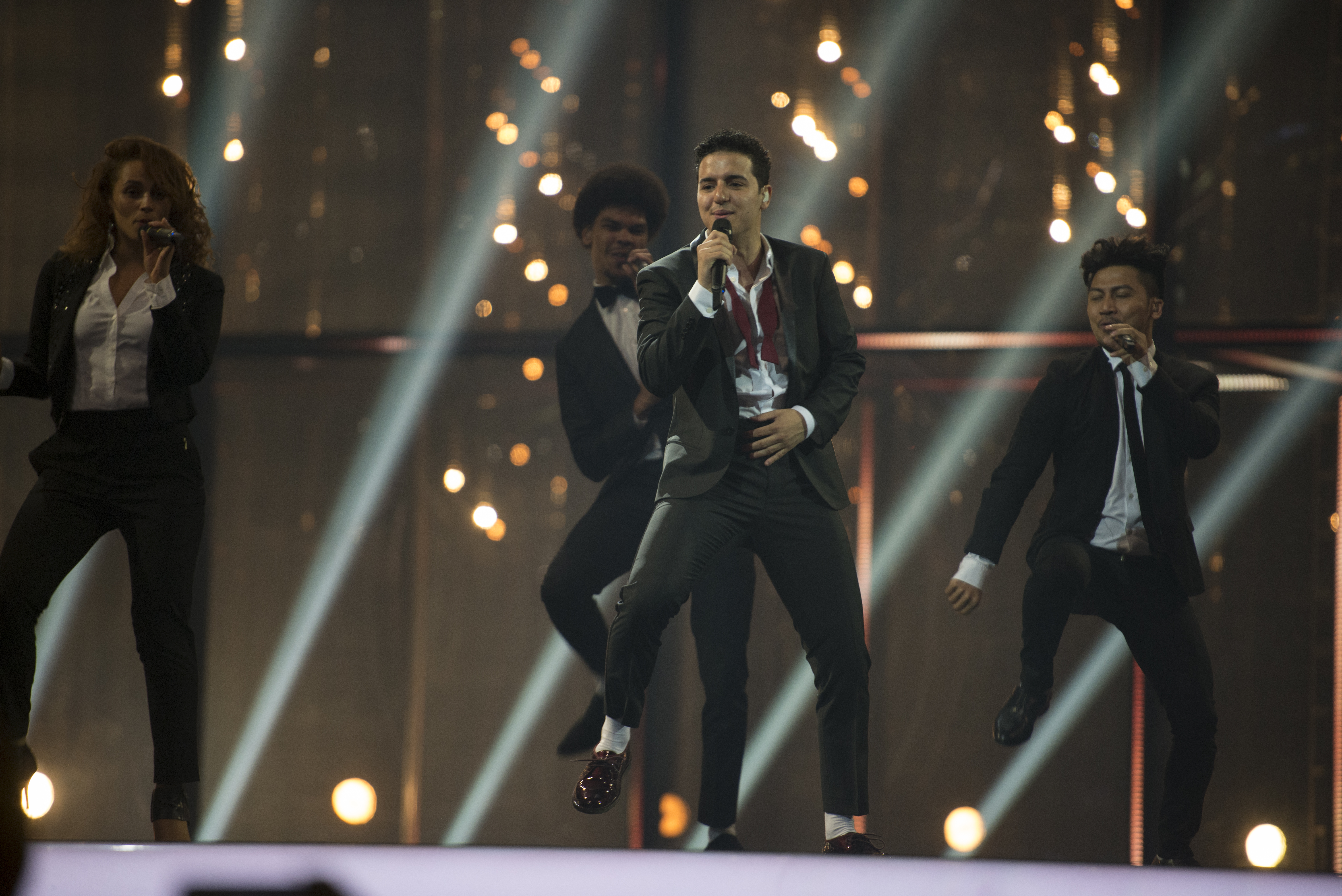
Basim 2014
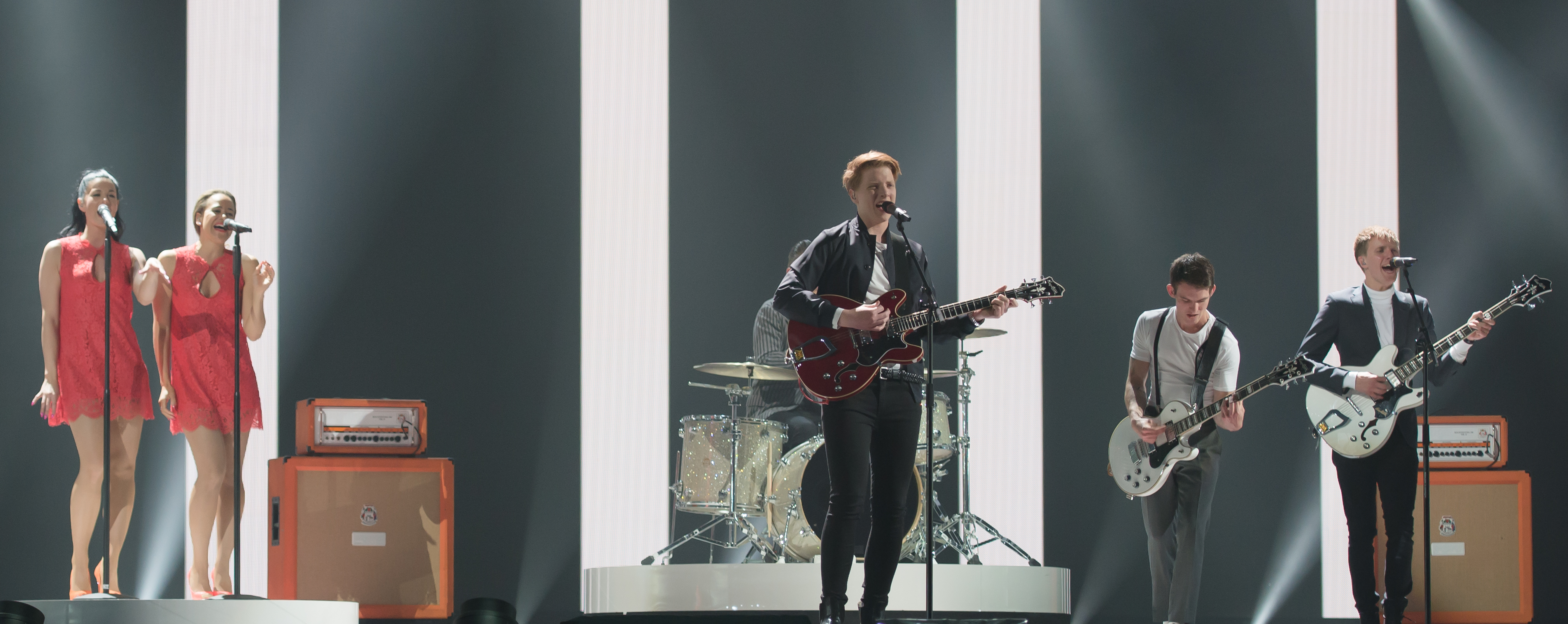
Anti Social Media 2015
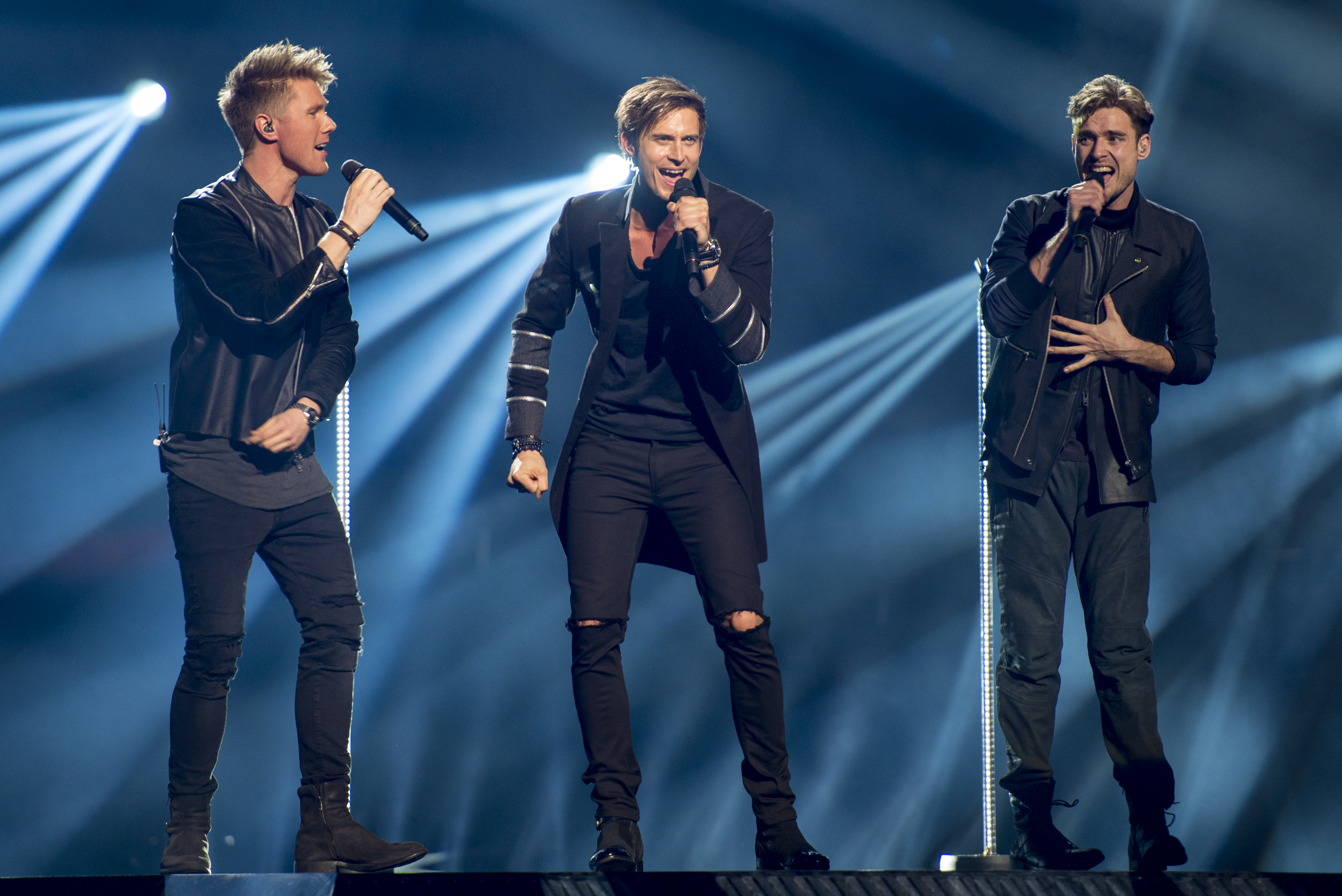
Lighthouse X 2016
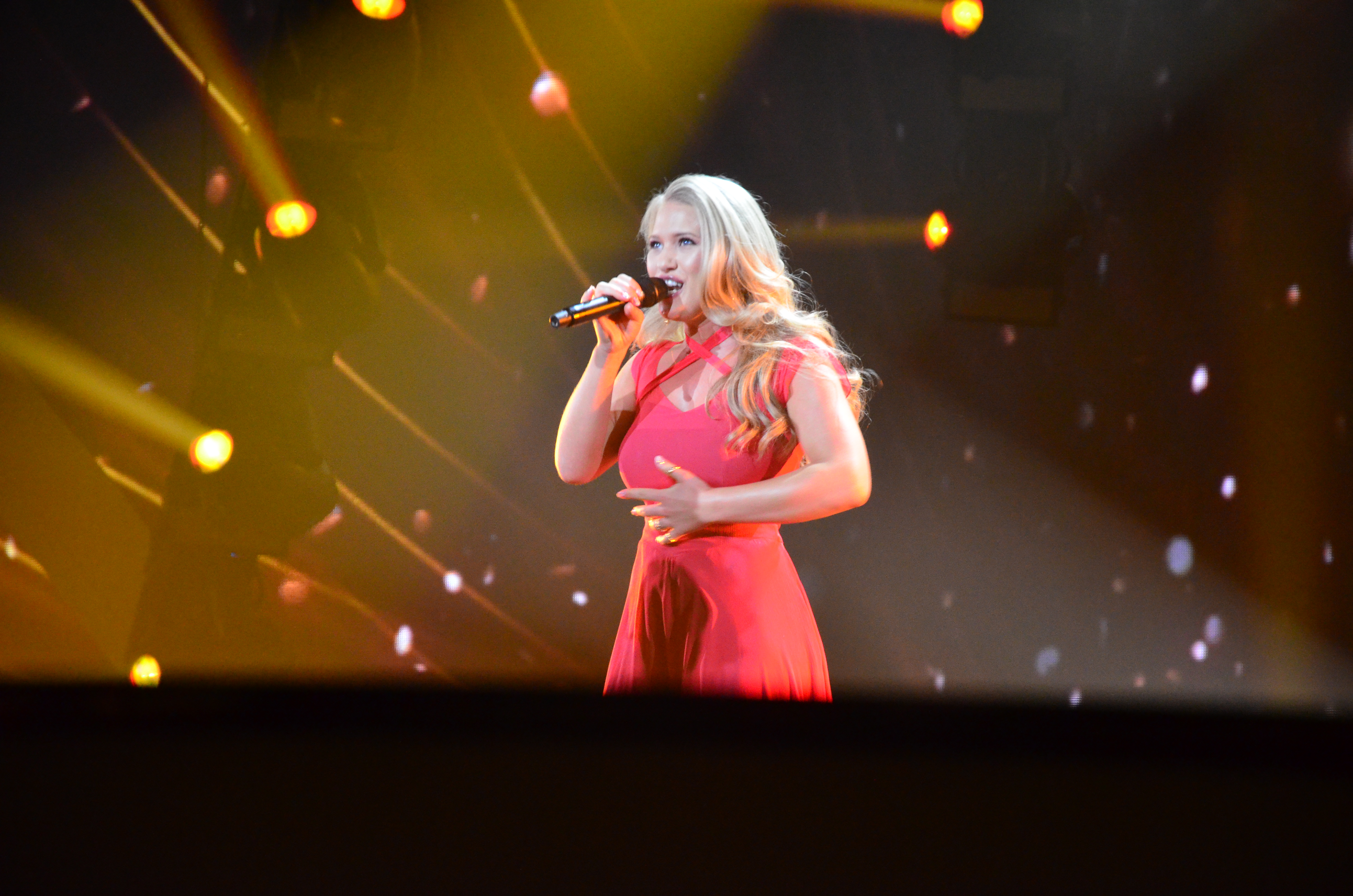
Anja Nissen 2017
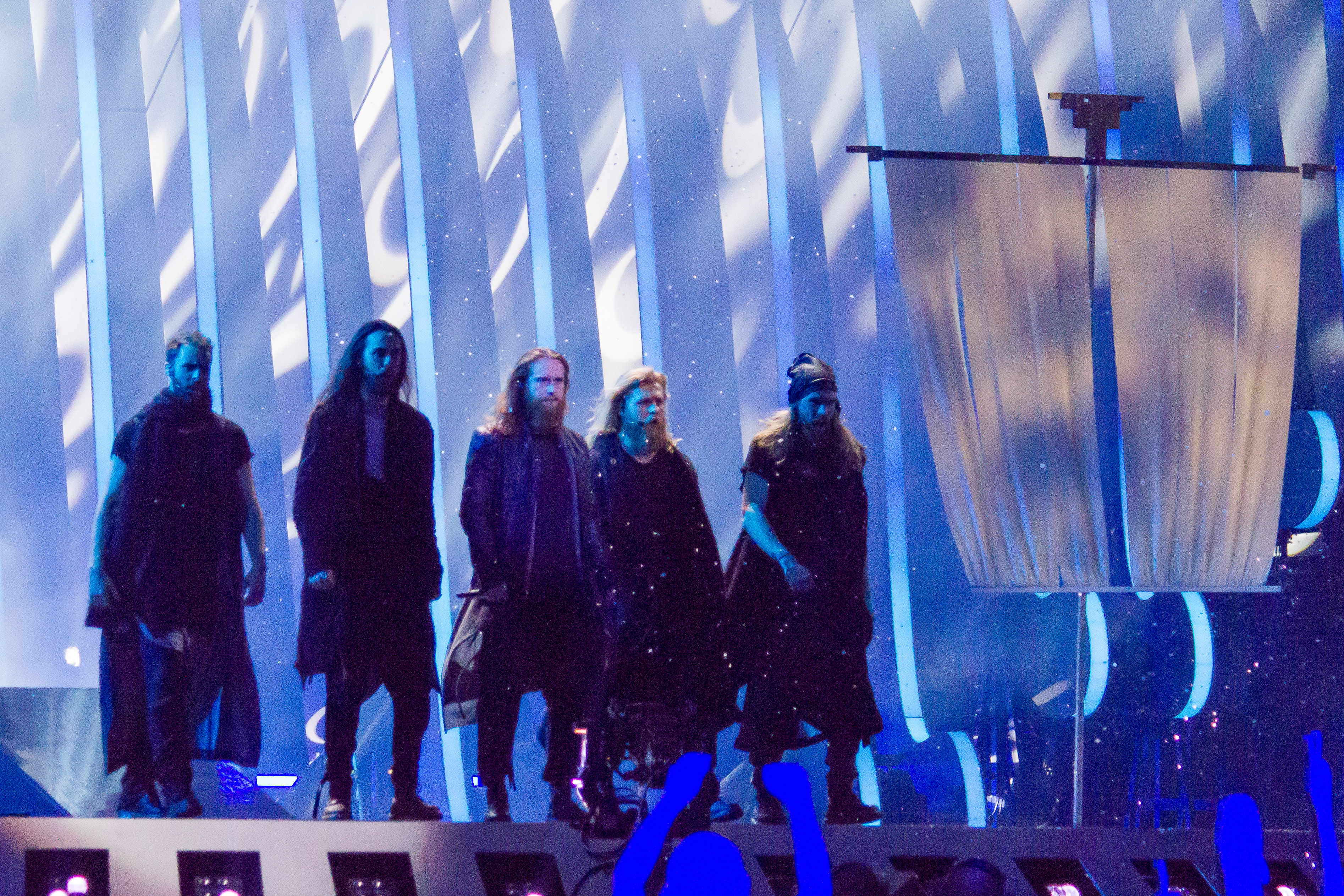
Rasmussen 2018
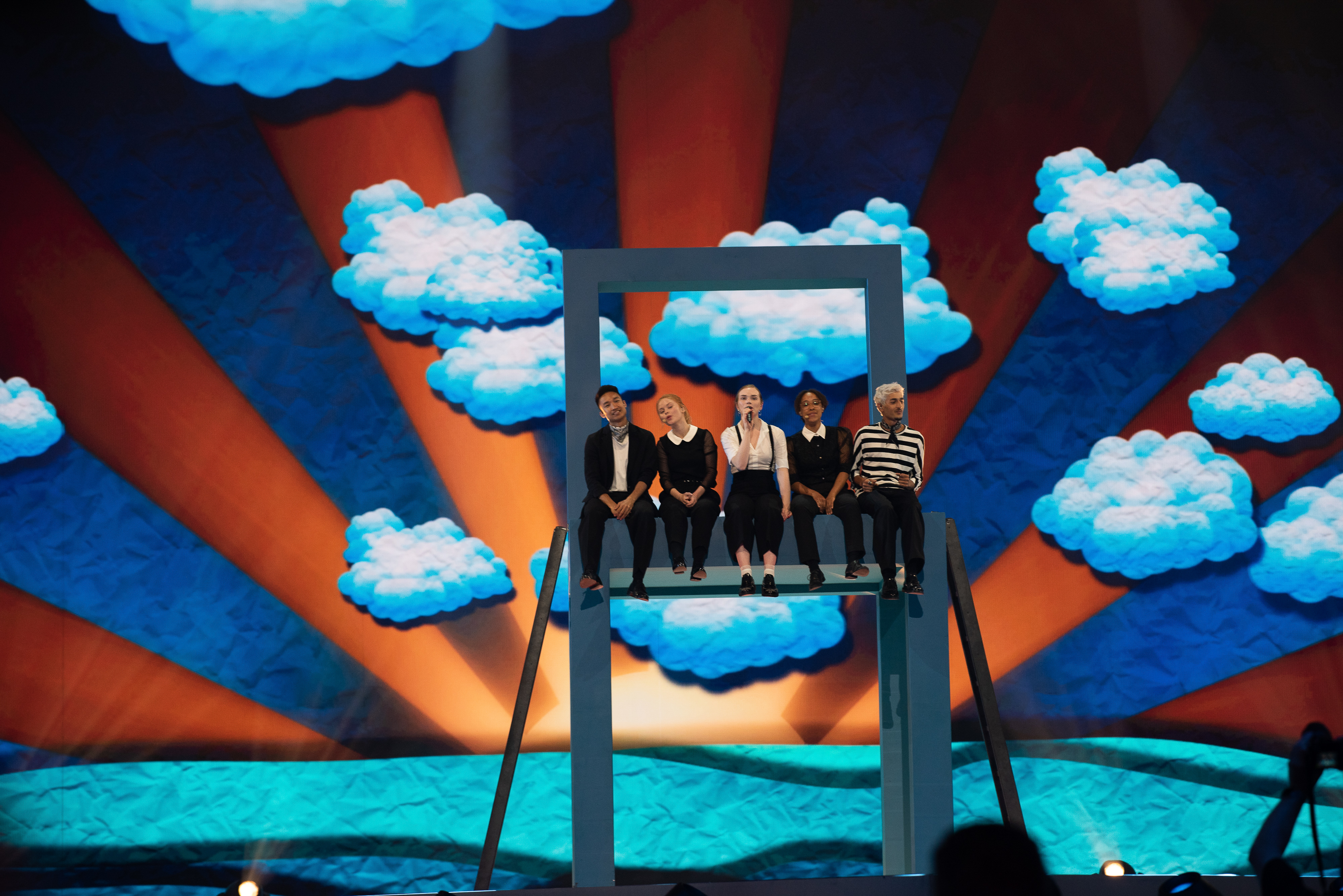
Leonora 2019
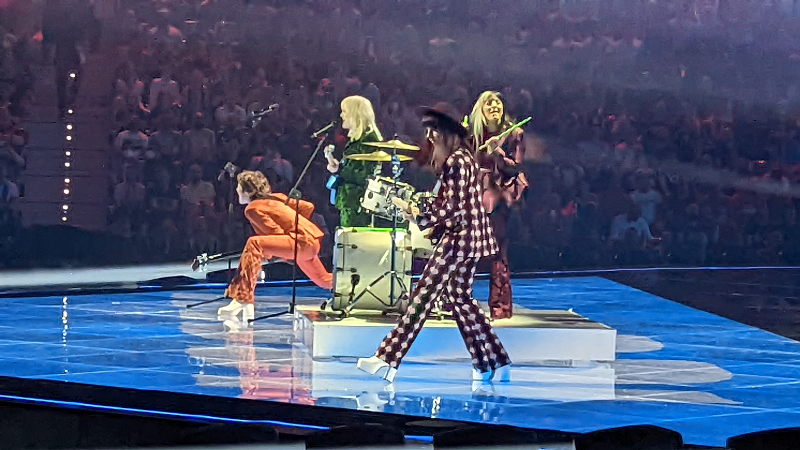
Reddi 2022
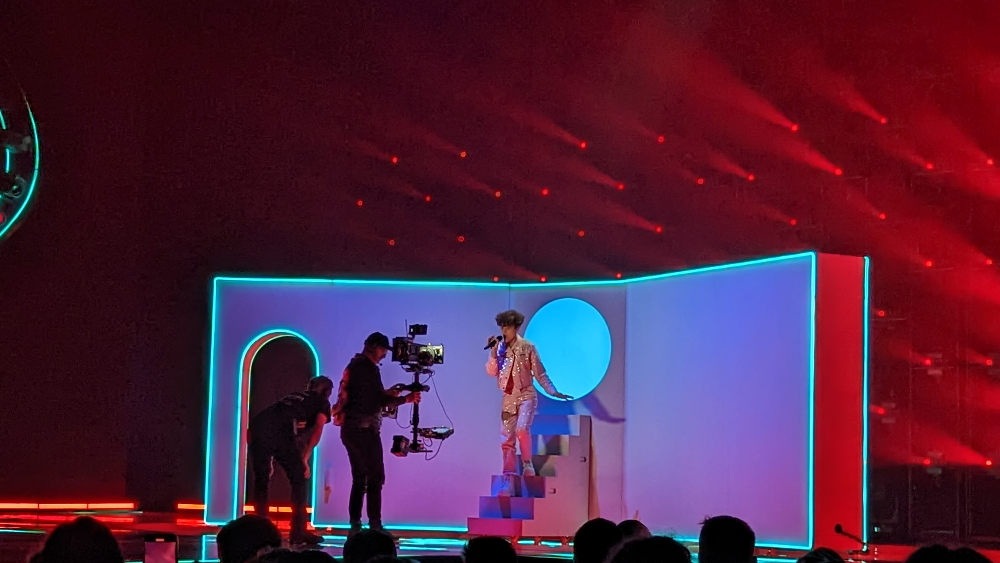
Reiley 2023
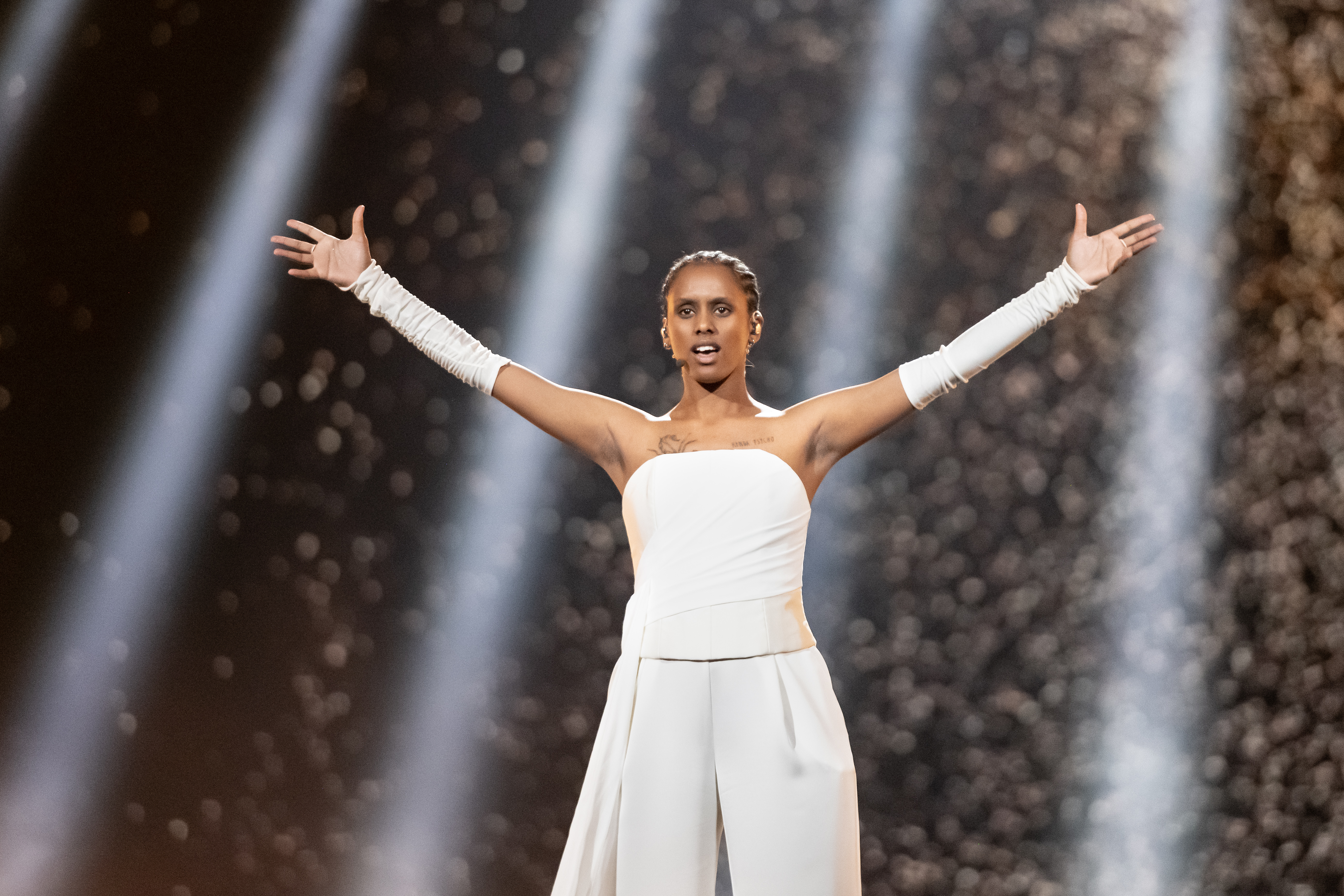
Saba 2024
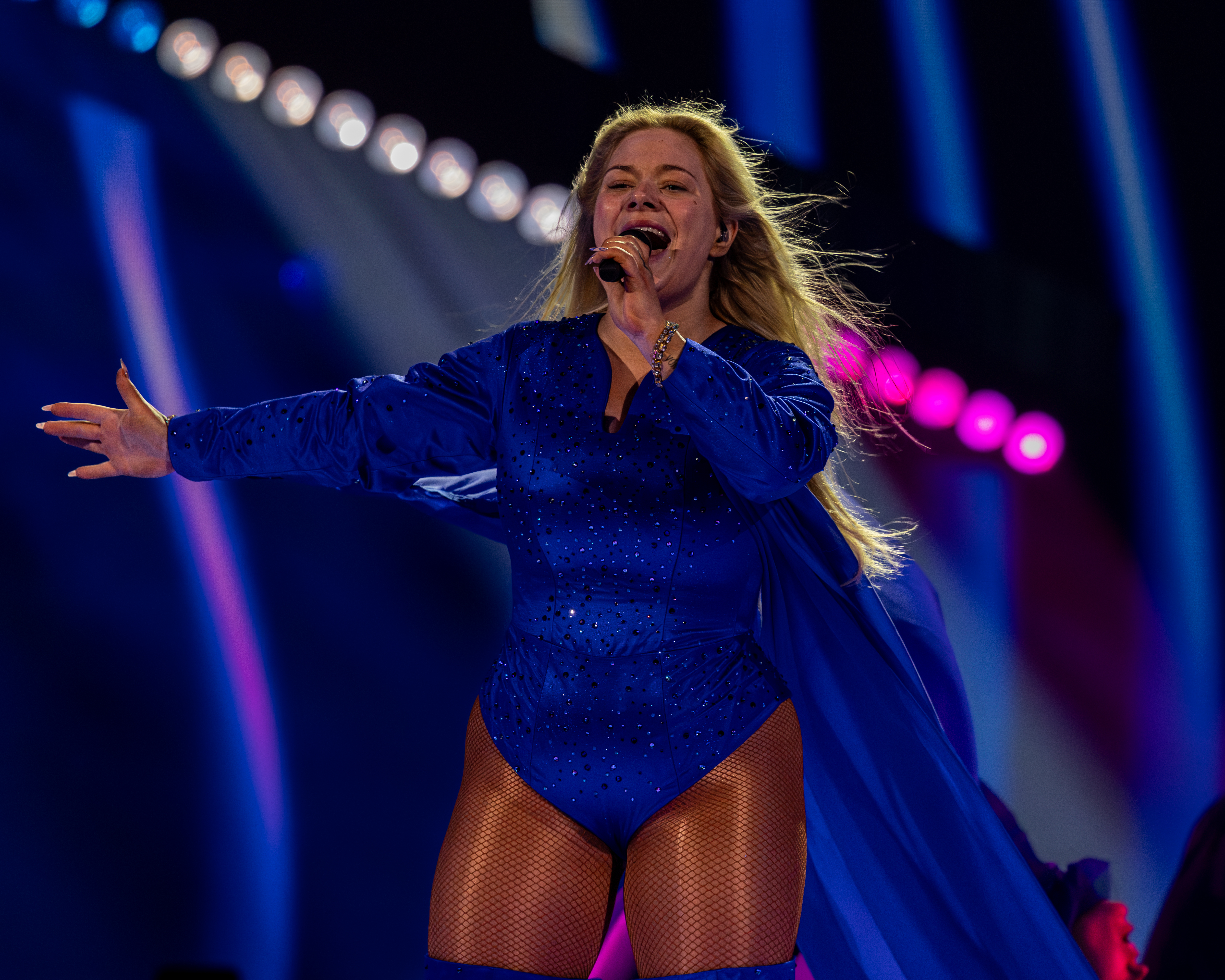
Sissal 2025